# Historia de Afganistán

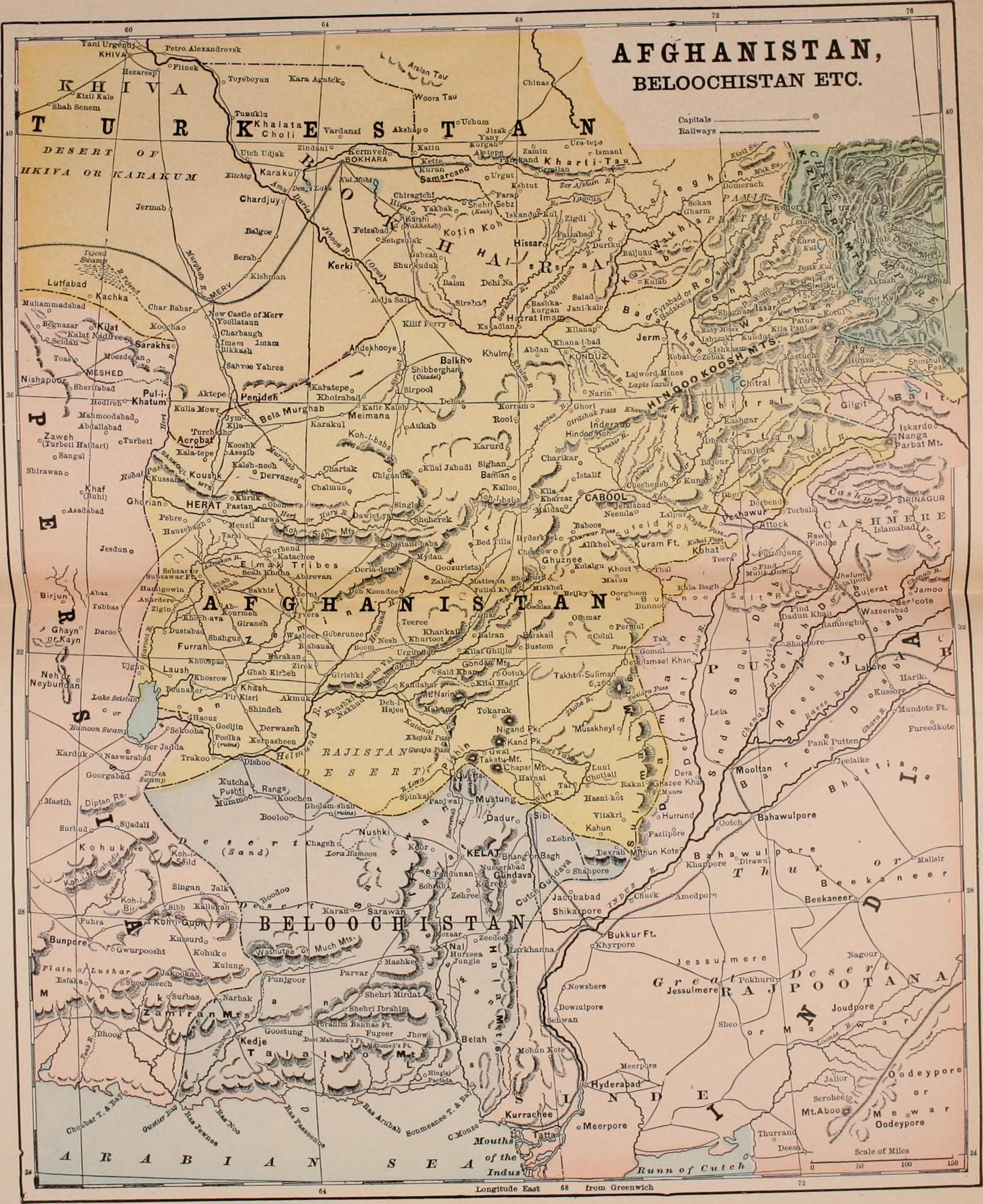
Afganistán en un mapa de comienzos del

La historia de Afganistán ha estado condicionada por su situación geográfica. Ha sido un lugar de encuentro de imperios y civilizaciones, así como en cruce importante entre polos comerciales como la Ruta de la Seda. Este hecho, así como su estructura tribal, hace difícil la definición de Afganistán como Estado a lo largo de la historia. En este contexto, este territorio recibió tres denominaciones principales en su evolución: Ariana (asentamiento de tribus arias en el II milenio a. C.), Khurasán (Medioevo) y Afganistán en la Edad Moderna.

## Prehistoria

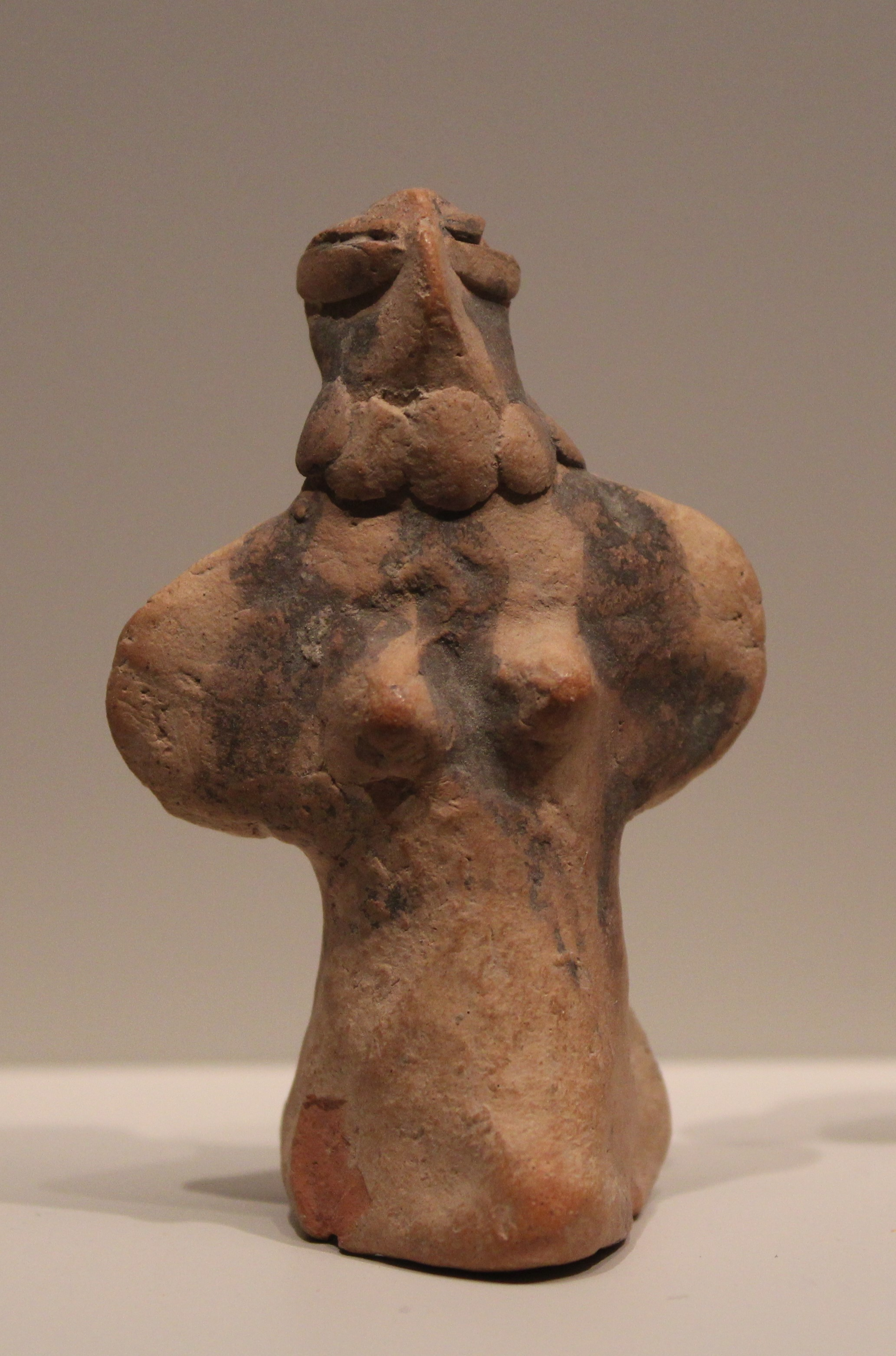
Estatuilla humanoide encontrada en el yacimiento de Mundigak

La investigación arqueológica en Afganistán comienza en la segunda década del siglo XX y se ha visto constantemente interrumpida por la inestabilidad política del país, principalmente desde 1978. A mayores, a partir de la década de 1990 se constató una mayor destrucción de yacimientos e intervenciones ilegales a consecuencia de la guerra.
Tanto Homo erectus como el Hombre de Neandertal alcanzaron Asia central antes de la llegada del Homo sapiens sapiens. Las primeras huellas de poblamiento en Afganistán proceden de un yacimiento del Paleolítico inferior situado en Dasht-i Nawar, provincia de Ghazni, datado en 150 000 años de antigüedad.
Los yacimientos del Paleolítico medio son más numerosos. Destaca el de Darra-i Kur, (Badajshán), donde se encontraron los únicos restos homínidos analizados en Afganistán. Otros yacimientos de este periodo son Kara Kamar y el valle de Hazar Sum (provincia de Samangan), Aq Kupruk (Balkh), Ghar-i Mordeh Gusfand (Faryab) y Dasht-i Nawar. La industria lítica de este período es representativa de la presencia de neandertales y el hombre moderno.
Por la calidad de la industria lítica encontrada, del Paleolítico Superior destaca Kara Kamar. Este yacimiento, considerado uno de los más importantes para esta época en Asia Central, se continúa con el de Aq Kupruk (Epipaloelítico) donde se hallaron piezas líticas datadas en unos 15 000 años también de gran calidad en su tallado.Complementan este período del final del Paleolítico capas estratigráficas trabajadas en los yacimientos de Kok Jar, Darra-i Kalon y Tashqurghan 40 (Samangan).
Las excavaciones de yacimientos prehistóricos hechas por Louis Dupree y otros arqueólogos sugieren que los humanos primitivos vivían en lo que hoy es Afganistán hace aproximadamente 50 000 años. Para el Neolítico encontramos la presencia de comunidades agrícolas en Afganistán, de las primeras en el mundo. A partir del VII milenio a. C. comenzaron las primeras actividades agrícolas y con ello, los primeros establecimientos permanentes.
El asentamiento de Mundigak, situado a unos 55 km al noroeste de la actual Kandahar, es el mejor exponente de la transición del neolítico afgano a la Edad de Bronce con una datación estimada entre 3500 a 1000 años a. C.. La Edad de Bronce sitúa a los pueblos del actual Afganistán en un espacio estratégico – entre el II y III milenio a. C.- donde se comunica de forma activa el comercio entre Mesopotamia y Egipto. La arquitectura de Mundigak es cada vez más monumental, dotada de grandes murallas, templos y un palacio, producto del crecimiento comercial. Durante este período también cobrará importancia la exportación del lapislázuli proveniente de las minas del norte montañoso de la provincia de Badajshán. La floreciente Mundkigak desaparecerá como centro vital hacia el 2000 a. C.
El neolítico afgano consolida un polo de desarrollo agrícola en torno al río Helmand, con la citada Mundigak a la cabeza, y si bien los datos de este período son escasos, el contexto de estudios en Asia Central permite sostener la existencia de un proceso de transición de las poblaciones desde economías depredadoras y nómadas (caza – recolección) a otra donde la agricultura y el pastoreo se van consolidando, a la vez que generan un número mayor de asentamientos (tepes o tells), que los trabajos arqueológicos del siglo XX permitieron documentar.
En este período los habitantes del actual Afganistán conviven, entre otros, con la cultura Jeitun (sur de Turkmenistán), desaparecida sobre el 5000 a. C. y posteriormente con los primeros grupos sedentarios que se instalarán en los ahora yacimientos de Kile Gul Mohammad, Gumla y Mejergar, del actual Pakistán. El crecimiento demográfico de las mesetas de Persia, las estepas de Asia Central y el valle del Indo incentivan la movilidad de pueblos de estas regiones del continente y convierten al actual territorio de Afganistán en zona de tránsito comercial y de migraciones. El paso de Khyber se convirtió en la puerta de entrada para el norte de la India.
Otros yacimientos importantes de la Edad del Bronce en el sur de Afganistán se encuentran en el entorno de la actual Kandahar: son Said Qala-tepe y Deh Morasi Ghunda.
Las primeras ciudades aparecerían con la cultura shortugai en el IV milenio a. C.
El zoroastrismo predominó como religión en la zona; incluso el moderno calendario solar afgano muestra la influencia del zoroastrismo en los nombres de los meses. Otras religiones, como el budismo y el hinduismo, llegaron tarde a la región.
Los primeros habitantes, alrededor del año 3000 a. C. se relacionaban a través de la cultura y el comercio con las civilizaciones vecinas como Jiroft y Tappeh Sialk, e incluso mantenían relaciones con la cultura del valle del Indo (en la actual Pakistán). Los primeros pueblos conocidos eran indoiranios; se ha estimado que llegaron a esta región hacia el año 3000 a. C. y 1500 a. C., movidos muy posiblemente por la migración indoaria.

## Edad Antigua
A partir del II milenio a. C., diversas tribus iranias y arias se establecieron en suelo afgano y posteriormente, Ciro el Grande las incorporó al Imperio persa, organizándola en cinco satrapías, contribuyendo a un esplendor sin precedentes y acogiendo la religión de Zoroastro, así como la contribución de sus habitantes a las campañas militares contra los griegos.
Alejandro Magno permitió a los nativos bactrianos mantener sus estructuras sociopolíticas, posibilitando el cruce cultural entre lo persa y lo helénico.

### Del Reino seléucida al Imperio sasánida
A la muerte de Alejandro, los bactrianos se incorporaron al Imperio seléucida, el cual sostuvo numerosas guerras con el rey indio Chandragupta (340-298 a. C.). Hacia el año 250 a. C. empezó a crearse el reino de Bactria, que logró expandirse hacia la India, y años más tarde recibió una nueva invasión de los arios kushana, dando lugar al reinado de Kujula Kadphises y Kaniska e iniciando un periodo de influencia religiosa del budismo, bajo el cual florecieron monumentos como el de Bāmiyān y Hadda (en Afganistán).
Con la reconstitución del Imperio persa bajo los sasánidas, el territorio sufrió constantes invasiones que la sometieron a la opresión de parte de los yueches, turcos nómadas y heftalitas (hunos blancos).

## Edad Media
A partir del 651, los árabes sometieron a los persas y llegaron a Bactria, donde encontraron una tenaz resistencia de sus habitantes. Los enfrentamientos con los turcos y las ambiciones de los chinos dificultaron la islamización del territorio, que se produjo pese a que con Nasr II (913-942), los afganos lograron cierto nivel de independencia. Más tarde, líderes como Alp Tigin y Mahmud de Ghazni (999-1030), realizaron conquistas territoriales bajo la dirección del Imperio gaznávida.
La paz no duró mucho y los turcos selyúcidas se enfrentaron a Bahman (1118-1157) hasta imponer en el trono a la dinastía Gurí, que amplió el reino hasta la India y gobernaría hasta el siglo XVI.
Las diversas luchas de los príncipes afganos por el control del país, llevaron a la devastadora invasión mongola de Gengis Khan en 1221, quien incorporó el país al Kanato de Chagatai, excepto la región de Harat, donde los guries aun mantendrían su dominio hasta 1380. Años más tarde, Tamerlán gobernó con mano dura el país y destruyó su sistema agrícola.

## Edad Moderna

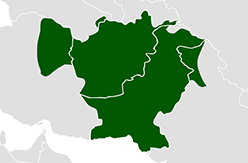
Mapa del Imperio de Durrani en 1747.

Muerto Tamerlán en 1405, el país vivió un renacimiento bajo el reinado de Shahruj Mirza (1405-1447) desde Harat, mientras que Husayn I Bayqara dio esplendor a las artes y las ciencias e incluso intentó recuperar el imperio de Gengis Khan con nuevas conquistas hacia la India que culminaron en 1526, pese a la pérdida de Harat a manos de los safavíes.
La decadencia del dominio turco comenzó con la muerte de Aurangzeb (1707), lo cual permitió a las tribus afganas a desligarse de los sucesores de este y de los gobernantes iraníes. Uno de sus jefes, Mir Uways, se proclamó emir en Kandahar, y su hijo Mahmud se apoderaría de Kirman e Isfahán, al tiempo que lidiarían con el movimiento de Nadir Sha, el cual se proclamó rey al apoderarse de Kabul (hasta 1739). Su sucesor, Ahmad Shah Durrani fundó el Imperio durrani y proclamó la independencia de Afganistán en 1747.
Con el gobierno de Ahmad, el imperio realizó importantes conquistas, sobre todo en la India. Su sucesor, Timur Shah Durrani, trasladó la capital a Kabul y proporcionó paz al país aunque este mostró síntomas de una decadencia que explotó con las luchas por el trono que acaecerían tras su muerte y persistieron hasta 1838.

## Edad Contemporánea

### Afganistán bajo los Mohammadzai

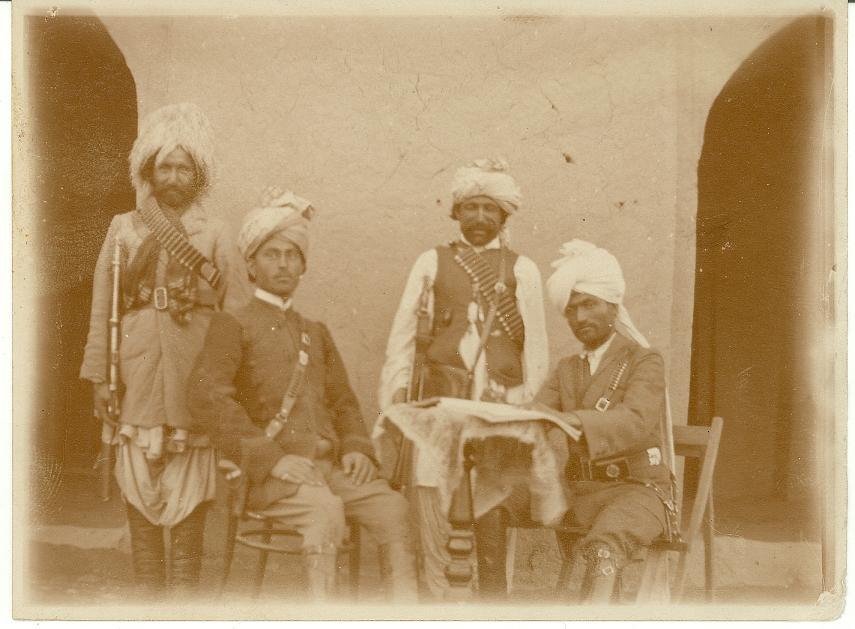
Khan Nasher antes de luchar con la fuerza colonial británica.

La dinastía Mohammadzai (1838-1973), reorganizó el país aunque no tardaron en producirse las intromisiones de rusos e ingleses. Durante el reinado de Dost Mohammed Khan, se abandonan los territorios de Cachemira, Multán y Peshâwar para fortalecer militarmente el país y acogerse a las tropas del zar ruso. Ello motivó la intervención de la Compañía Británica de las Indias Orientales para asaltar el país y someter a su rey, que fue remplazado por Shuja Shah Durrani, provocando la rebelión popular de 1847, que se saldó con la derrota inglesa.
Sher Ali Khan sostuvo enfrentamientos con ambas potencias europeas, sin lograr liberar al país de su influencia. Su sucesor, Mohammad Yaqub Khan, se vio obligado a pactar con los británicos, reconociendo las actuales fronteras del país, bajo la línea Durand. A partir de entonces, durante el reinado de Habibulá Khan, se intentó sacar al país del aislamiento, lo que le valió la guerra con el Reino Unido hasta que en 1919 reconoció su independencia.

#### Habibulá (1901-1919)
La manifestación más clara de que Abdur Rahman había establecido su mando en el país, es la sucesión pacífica que se produce a su muerte en octubre de 1901, cuando su hijo Habibulá Khan accede al trono. Aunque Abdur Rahman tenía muchos hijos, preparó a Habibulá para sucederle e hizo difícil al resto de sus otros hijos disputarle la sucesión.
Habibulá Khan intensificó la introducción de tecnología europea moderna iniciada por Abdur Rahman, lo cual supuso la penetración de las ideas y usos occidentales en la corte real afgana y las clases altas. Aunque asegura su posición como gobernante en virtud del apoyo del ejército creado por su padre, Habibulá no tiene el carisma de Abdur Rahman. Por consiguiente, la influencia de líderes religiosos ―como Mahmud Tarzi, primo de su padre― aumenta durante su reinado. Tarzi (un poeta y periodista muy viajado y educado) había fundado el periódico nacionalista Ol-Akbar de Seraj (‘la antorcha de las noticias’) con gran influencia política incluso más allá de los límites de Afganistán y que encendió las primeras llamas nacionalistas modernas en el país. Hasta 1919 este medio se utiliza como plataforma para oponer los fundamentos clericales en contra de los cambios prooccidentales del gobierno y de la sociedad afgana. Tal es la influencia del apasionado nacionalismo de Tarzi, que se dice que marca a toda una generación de reformadores centro asiáticos.
En materia internacional, el límite con Irán se delineó en 1904, cuando se reemplaza la ambigua demarcación establecida por una comisión británica en 1872. Sin embargo, el acuerdo no es total debido a la divergencia en compartir las aguas del río Helmand.

Como todos los acontecimientos de política exterior que afectaban a Afganistán antes de la Primera Guerra Mundial, el desarrollo del Gran Juego entre Rusia y el Reino Unido tuvo lugar sin la participación del gobernante afgano. El acuerdo de 1907 entre ambas potencias no solamente divide la región de Asia Central en dos esferas de influencia, sino que también establece las bases de la neutralidad afgana durante gran parte del siglo. El acuerdo establece la aceptación por parte de Rusia de que Afganistán queda ahora fuera de su esfera de influencia y que en lo relacionado con las cuestiones ruso-afganas debe consultar a Reino Unido. Por su parte, este último se compromete a no ocupar ni anexar territorio afgano; así como tampoco interferir en los asuntos internos del país asiático.

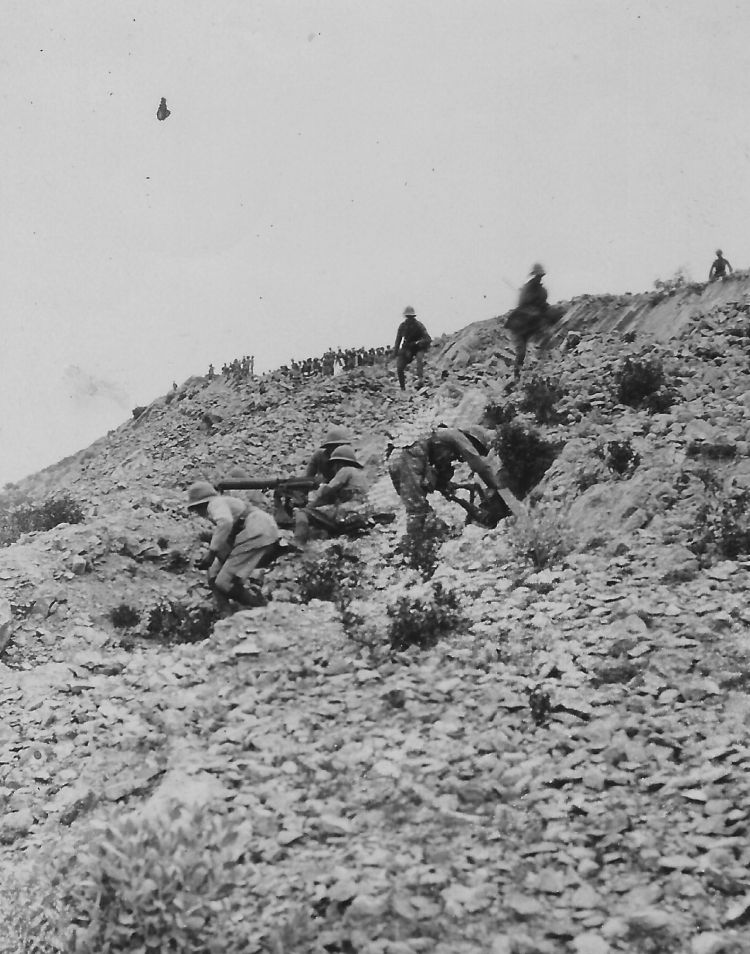
Las confrontaciones anglo-afganas marcaron Afganistán durante el y principios del.

En 1907, Habibulá visitó la India británica en calidad de invitado del virrey, Gilbert Elliot. Impresionado con el poder de los británicos, Habibulá resiste las presiones de su hijo Amanulá, del propio Tarzi (padre de la esposa de Amanulá) y otros nacionalistas para entrar en la Primera Guerra Mundial en favor de las Potencias Centrales y contra el Reino Unido. De hecho, durante el conflicto Afganistán permanece neutral, a pesar de la presión interna de apoyar a Turquía cuando el sultán proclama la participación de su nación en lo que considera una guerra santa. Sin embargo, Habibulá demuestra su habilidad al recibir y engatusar a una delegación germano-turca en Kabul durante 1915, de la que ―luego de mucha dilación― logra un acuerdo de mucho dinero y provisiones a cambio de atacar la colonia británica en India. Pero el gobernante afgano ve en el conflicto una gran oportunidad de obtener ventajas de ambos bandos: ofrece al Reino Unido su neutralidad a cambio de que los británicos reconozcan su soberanía al acabar la guerra. El no cumplimiento de esta promesa y las divisiones entre probritánicos y antibritánicos al interior de la sociedad afgana, provoca que Habibulá sea asesinado el 20 de febrero de 1919, por personas asociadas a este último movimiento.

#### Amanulá (1919-1929)
Amanulá asumió entonces el poder de su padre, tras imponerse a su tío Nasrullah, a quién denunció como usurpador y cómplice en el asesinato de su padre. Amanulá era un ardiente reformador, al estilo de sus contemporáneos Reza Shah en Irán y Kemal Ataturk en Turquía. Exigió la revisión de los acuerdos firmados con Reino Unido en los cuales la potencia europea se hacía cargo de las relaciones exteriores de Afganistán a cambio de «protección» contra Rusia y la entrega de un subsidio consistente en dinero y material para el ejército.
El rechazo británico a aceptar un cambio del statu quo llevó ―en mayo de 1919― a Amanulá a proclamar unilateralmente la independencia de su país y a atacar la frontera india, dando inicio a la tercera guerra anglo-afgana. El Reino Unido estaba agotado militarmente tras la Primera Guerra Mundial y no se encontraba en condiciones de emprender una guerra en la frontera Indo-afgana, por lo que se limitó a rechazar la ofensiva junto a la frontera. Tras intensas negociaciones, se restauró la paz y Amanulá logró que el Reino Unido reconociera la independencia de Afganistán. El reconocimiento formal de Afganistán como nación independiente por parte del Reino Unido, se concretó en el nuevo Tratado de Rawalpindi, firmado el 8 de agosto de 1919 y enmendado en noviembre de 1921.
Apenas firmado el mencionado tratado, Amanulá envió una delegación al exterior con el objetivo de establecer relaciones diplomáticas con diferentes países de Asia, Europa y América. La primera etapa de la delegación fue Moscú, donde fue recibido en octubre de 1919 con los brazos abiertos por parte de los líderes del nuevo régimen soviético. Esto se tradujo en un tratado de amistad con Unión Soviética y en el reconocimiento mutuo de ambas naciones. De esta manera, Afganistán fue el primer país en el mundo en reconocer al gobierno soviético. Con ello, Afganistán no solamente consiguió el reconocimiento de su independencia por parte de Unión Soviética, sino también el ofrecimiento de ayuda «moral y material en su heroica lucha contra el imperialismo británico». Esto se traducirá en la evolución de una «relación especial» entre los dos gobiernos en los siguientes 50 años.
Entre 1919 y 1929, la relación con la Unión Soviética fue amistosa y fructífera, especialmente para Afganistán. De hecho, numerosos técnicos e instructores soviéticos llegaron al país para tender líneas de teléfono y telégrafo; preparar a los jóvenes técnicos afganos y entrenar a los primeros pilotos de la naciente fuerza aérea afgana. Como consecuencia, el mercado afganí se vio inundado de productos soviéticos, en reemplazo de los británicos.
En 1923, Amanulá cambió su título de emir al de rey e inmediatamente comenzó a desarrollar una serie de reformas políticas, sociales y religiosas; entre las que destacan cambios constitucionales y administrativos (como la designación de su hijo mayor como heredero del trono, en lugar de su hermano, tal como lo establecía la legislación islámica), la supresión del velo de las mujeres y la creación de las escuelas para ambos sexos.
Los grupos religiosos conservadores y los líderes tribales se sintieron agredidos por estas políticas. La rebelión de Khost, una revuelta tribal en 1924, fue sofocada totalmente, pero en noviembre de 1928, un levantamiento de miembros de una tribu de Shinwari, seguido de ataques armados de las fuerzas Kodamani y Kuhistani del líder rebelde Habibulá Kalakani, derivaron en una guerra civil que forzó la caída del rey Amanulá. Tras un infructuoso esfuerzo por recuperar el trono el 14 de enero de 1929 Amanulá abdicó en favor de su hermano mayor, Inayatulá, pero Habibulá Kalakani se proclamó emir de Afganistán, estableciendo un régimen conservador y contrario a la política de reformas, llegando a derogar o cancelar muchas de ellas.
Amanulá cruzó la frontera india el 23 de mayo de 1929 y vivió su destierro en Italia y Suiza. Falleció en Zúrich (Suiza) el 26 de abril de 1960 y posteriormente sus restos fueron sepultados en la ciudad de Jalalabad, al lado de la tumba de Habibollah.

#### Mohamed Nadir Shah (1929-1933)
Habibollah II fue manejado desde el trono por Mohamed Nadir Khan y sus hermanos, primos lejanos de Amanulá. El 10 de octubre de 1929, Habibollah II fue ejecutado junto a 17 de sus colaboradores e inmediatamente una asamblea tribal «eligió» a Nadir Khan como sah. Este inició una sangrienta persecución de la oposición a su régimen y partidarios de Habibollah II. En 1931, se elaboró una nueva Constitución basada en la promulgada por Amanulá en 1923, aunque orientada a aplacar a los líderes religiosos y tribales conservadores. Nadir Khan fue asesinado el 8 de noviembre de 1933, siendo sucedido en el trono por su hijo de 19 años, el príncipe Mohamed Zahir Shah.

#### Zahir Shah (1933-1973)
El joven rey Zahir Sha encargó la formación del gobierno a su tío Mohammed Hashem, promotor de una nueva política de reformas más en consonancia con la realidad social: reorganización del ejército, obligatoriedad de la enseñanza primaria masculina, creación de colegios de segunda enseñanza y extensión ―con ayuda de médicos turcos que crearon una facultad de Medicina― de las medidas de higiene en todo el país.
Para llenar el hueco político, económico y técnico dejado por los británicos, el nuevo gobierno recurrió a los Estados Unidos para explorar los recursos naturales del país y para construir sistemas de irrigación y de comunicación. El gobierno afgano ofreció favorables incentivos a las empresas comerciales estadounidenses (como contratos muy favorables) de manera de lograr un rápido desarrollo en áreas geográficas improductivas, como en el valle de Hilmand, al sur del país.
Durante la década de 1930, la economía nacional creció bajo la dirección de varios empresarios que empezaron proyectos industriales en pequeña escala. Los primeros 20 años del reinado de Zahir Shah se caracterizaron por cautelosas políticas de consolidación nacional, una expansión de las relaciones internacionales y el desarrollo interior del país. La Segunda Guerra Mundial provocó retrasos en este proceso de desarrollo, pero Afganistán mantuvo su tradicional neutralidad, a pesar de que en 1941 accedió a expulsar a los ciudadanos alemanes, japoneses e italianos, bajo la presión británica y soviética, eliminando cualquier pretexto para una eventual ocupación extranjera.
En mayo de 1946, el primer ministro Hashem dimite tras diecisiete años en el cargo, siendo reemplazado por Mohammed Ghazi, quien firmó con los soviéticos un acuerdo sobre límites fronterizos e hizo admitir a Afganistán en la Organización de Naciones Unidas (ONU). Hacia fines del mismo año, el cargo de primer ministro es ejercido por Sirdar Sha Jan (hermano de Hashem), quien permitió la celebración de elecciones y propició una tímida libertad de prensa en el país.
En materia internacional, el inicio de la guerra fría entre los Estados Unidos y la Unión Soviética llevó al país a deambular entre ambas potencias en busca de ayuda. Las disputas territoriales con Pakistán, derivadas de la asignación en 1947 a este país del lado británico de la línea Durand, habitado por pastunes, situó a la India (antibritánica y no-alineada) en favor de los afganos. Por otro lado, el papel clave que jugaban los pakistaníes en el sistema de alianzas de Estados Unidos, llevaron inevitablemente a perder la confianza de la potencia occidental y decantarse por la Unión Soviética.
El llamado Parlamento Liberal funcionó de 1949 a 1952. Sin embargo, las corrientes conservadoras del régimen ―animadas por los líderes religiosos― apoyaron la destitución de Sirdar Sha Jan y la ascensión en el cargo del teniente general Mohammed Daud Khan, en 1953. Durante los 10 años en que ejerció su cargo, Daud Khan sostuvo una postura más dura respecto del problema del Pashtunistán y acudió a la Unión Soviética en búsqueda de ayuda militar y económica. Este acercamiento fue motivado por el cansancio de Daud con la actitud estadounidense, que no solo abogó por una solución diplomática al asunto del Pasthunistán, sino que exigió a Afganistán abandonar su tradicional neutralidad e incorporarse (junto a Irán, Irak, Turquía y Pakistán) al bloque prooccidental en el Pacto de Bagdad.
Pese a que los soviéticos se convirtieron en los principales socios comerciales y militares de Afganistán, los afganos se mantuvieron neutrales en la Guerra Fría y el país se convirtió en una «Corea económica», como beneficiaria simultánea de la abundante ayuda soviética y la estadounidense, aprovechando la competencia entre ambas superpotencias por asegurar su influencia en la zona. De hecho, en 1954 la Gran Asamblea Afgana tomó la resolución de que «las necesidades militares y económicas deben tomarse dondequiera que esto sea posible».
En diciembre de 1955, Bulganin y Jrushchov visitaron Kabul de regreso a su viaje a India y aseguraron su ayuda a Afganistán, mediante el otorgamiento de un préstamo a largo plazo de 100 millones de dólares estadounidenses y el apoyo diplomático soviético en el asunto del Pasthunistán. Como fruto de este acuerdo, se iniciaron numerosos intercambios entre ambos países; miles de jóvenes afganos completaron sus estudios en la Unión Soviética (especialmente en el terreno militar). Asimismo, grandes proyectos en el sector de las comunicaciones fueron emprendidos por los soviéticos: se construyeron miles de kilómetros de caminos y los principales aeropuertos del país. Se levantó un instituto politécnico en Kabul y varios más pequeños en algunas provincias.
Desde 1958 a 1973, el 50 por ciento de los funcionarios jóvenes y técnicos del ejército habían sido preparados en la Unión Soviética o bajo la supervisión de instructores soviéticos en Afganistán.
En el aspecto doméstico, Daud Khan tuvo éxito en la introducción de importantes reformas educativas y sociales, tales como el uso voluntario del velo de las mujeres y la abolición del purdha (la costumbre musulmana de esconder a las mujeres de la vida pública), lo que teóricamente produjo un aumento de la fuerza de trabajo estimado en un 50 %. A pesar de estos avances, el régimen seguía siendo represivo y no toleraba la oposición política directa.
El problema del Pashtunistán y el acercamiento a la Unión Soviética precipitó la caída del primer ministro Daud Khan. En agosto de 1961 y como respuesta a la agitación afgana que se estaba produciendo entre su población de origen pashtún, Pakistán cerró la frontera con Afganistán. La prolongación del cierre fronterizo ocasionó una fuerte dependencia comercial con la Unión Soviética. Para revertir la situación, Daud Khan dimitió en marzo de 1963, lo que tuvo como consecuencia que Pakistán reabriera la frontera gradualmente entre abril y mayo del mismo año.
Por su parte, el rey Zahir Sha nombró como primer ministro a Muhammad Yusuf, quien constituyó un gabinete con tecnócratas e intelectuales. Este gobierno sugirió al Rey la elaboración de una nueva Constitución que condujera al país hacia una monarquía constitucional. El rey Zahir Sha aceptó la propuesta y la nueva Constitución fue bosquejada por expertos afganos, en colaboración con consejeros legales extranjeros (un francés, un indio y un egipcio). Se basó en los principios de la monarquía parlamentaria (exclusión de la familia real de la esfera política), pero mantuvo los valores tradicionales del islam.
La nueva Constitución fue aprobada por la Asamblea Nacional en octubre de 1964, con un solo voto en contra e inmediatamente fue ratificada por el rey. Bajo el nuevo régimen, existiría la Casa del Pueblo ―con 216 miembros elegidos― y la Casa de los Superiores ―con 84 miembros― de los cuales un tercio sería elegido por el pueblo, un tercio designado por el rey y el resto elegido indirectamente por nuevas asambleas provinciales. Las elecciones generales para ambas cámaras legislativas se fijaron para octubre de 1965, por lo que el gobierno interino tuvo tiempo suficiente para preparar y promulgar por decreto real las leyes para las primeras elecciones democráticas en la historia afgana.
Se autorizó la formación de grupos políticos, con la condición de que sus objetivos y actividades respetaran los principios fundamentales de la nueva Constitución: el islam, la monarquía constitucional y la libertad individual. Por consiguiente, la formación de movimientos de tendencia marxistas quedaba potencialmente prohibida. Anticipándose a las disposiciones legales que debía promulgar el Parlamento y podría excluirles de la vida pública, los grupos de izquierda lanzaron una intensiva campaña para ganarse a la juventud amparándose en la Libertad de Prensa recientemente instaurada por el gobierno interino mediante real decreto.
La polarización de la política afgana (en las elecciones de 1965 y de 1969 participaron tendencias que cubrían desde el fundamentalismo islámico hasta el comunismo prosoviético) se tradujo en una cierta inestabilidad: hubo un total de cinco primeros ministros entre septiembre de 1965 y diciembre de 1972. Ya desde la apertura del primer parlamento democrático, los grupos marxistas alentaron revueltas estudiantiles y pidieron la dimisión del gobierno. El exembajador en Washington y exministro de Información, Muhammad Hashem Maiwandwal, fue llamado para formar un nuevo gobierno. Este hecho supuso el primer indicio del fracaso del experimento democrático en el país.
El grupo liberal, promotor e impulsor de la monarquía constitucional, fue excluido del gobierno y reemplazado por políticos contrarios a la Constitución. Como resultado, la carta magna fue parcialmente aplicada y no se produjo la exclusión del sistema de partidos de aquellos contrarios a la monarquía y al islam. Los grupos marxistas se aprovecharon de la política de «dejar hacer» de los sucesivos gobiernos y difundieron su ideología en diarios tales como Jalq (‘pueblo’), Parcham (‘bandera’) y Shola (‘llama’), este último de ideología maoísta.

#### Daud (1973-1978)
En julio de 1973 Mohammed Daud Khan derrocó al rey Zahir Shah, mientras este último se encontraba en Italia recibiendo tratamiento médico, proclamándose la República.
Daud prometió una reforma agraria, mejorar el nivel de vida y otras reformas progresistas. Inicialmente se acercó al ala moderada del Partido Democrático Popular de Afganistán (PDPA, comunista), pero posteriormente se distanció y fundó su propio partido, el Revolucionario Nacional en 1974. Ese año, inició un plan para mejorar la economía y el bienestar, que no tuvo éxito. En 1977 la Loya Jirga (cámara alta del parlamento) aprobó una nueva constitución con partido único, el Revolucionario Nacional, lo que causó un gran descontento. A comienzos del año siguiente, agentes del régimen asesinaron al dirigente comunista Mir Akbar Kaibar y Daud ordenó el arresto de los dirigentes del PDPA. El 27 de abril un golpe de Estado militar dirigido por Abdul Qadir y Mohammad Aslam Watanjar triunfó. Daud fue ejecutado, el PDPA formó gobierno y proclamó la República Democrática de Afganistán.
Abdul Qadir como líder de una facción izquierdista del ejército afgano, constituye un Consejo Revolucionario de las Fuerzas Armadas, aquel 28 de abril de 1978 las informaciones desde Kabul eran confusas y no se sabía el paradero del presidente derrocado. Al día siguiente el líder de los rebeldes comunica por radio que Mohammed Daud Khan murió asesinado al presentar resistencia. El embajador soviético, Aleksandr Puzanov, tuvo noticias del golpe poco antes de que este se llevase a cabo. Manifestó su oposición, como también lo hicieron desde Moscú. La URSS había mantenido unas relaciones cordiales con el gobierno de Daud y no estaba por la labor de ver cómo el PDPA llegaba al poder.

### República socialista (1978-1992)

#### Afganistán en la órbita soviética

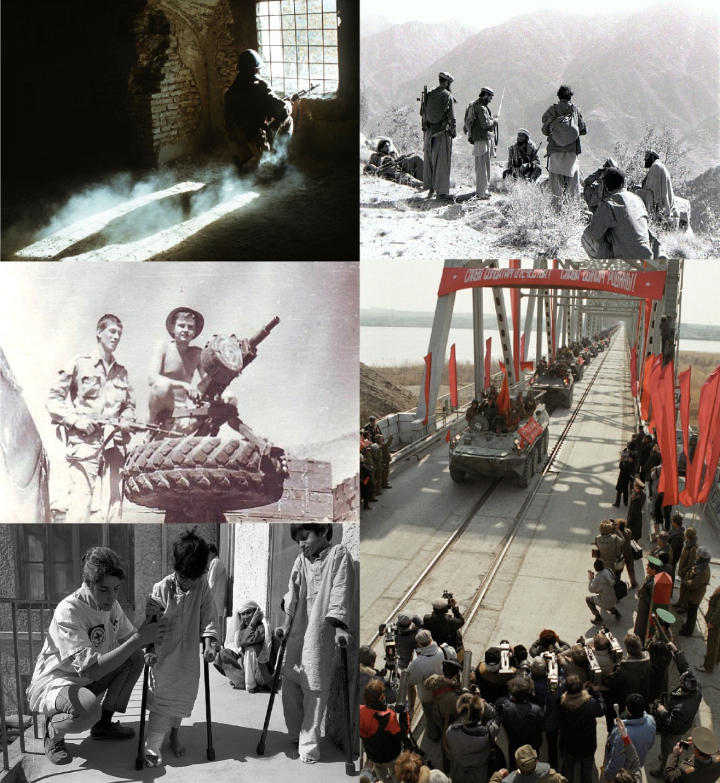
Guerra afgano-soviética (1978-1992)

Con el establecimiento en Afganistán de un régimen prosoviético, la Unión Soviética trató de obtener un peón para influir en la región.
Lo cierto es que la repentina aparición de un Gobierno comunista en Afganistán modificó el contexto político y estratégico existente en el sur de Asia.
La Unión Soviética fue el primer gobierno que reconoció al nuevo régimen de Afganistán dirigido por Nur Mohammad Taraki.
Varios expertos en la prensa occidental mencionan que la Unión Soviética apoyó el golpe de Estado del 27 de abril de 1978, lo que es desmentido varias veces por los dirigentes soviéticos y sus voceros en todo el mundo. La influencia soviética en dicho evento se debe a que el Partido Comunista de Afganistán es respaldado por un ejército y una fuerza aérea, cuyos oficiales fueron instruidos en su mayoría en academias y escuelas de la Unión Soviética. Hafizullah Amin, ha definido al Partido Democrático del Pueblo como un «partido del movimiento internacional de la clase obrera, pero no puede ser designado como marxista-leninista» y afirma que en Afganistán hay 1900 consejeros extranjeros, de ellos, 1100 son soviéticos, comprendidos los militares.
El nuevo presidente afgano Nur Mohammad Taraki insiste en varias ocasiones en declarar que su país «no será un satélite soviético». Después del golpe de Estado señala que el número de muertos por ambos lados no supera los setenta, aunque algunos observadores occidentales calculan que el número de personas que perecieron durante los dos días de combate y las subsiguientes series de ejecuciones sumarias ascendería a 10 000 muertos. La resistencia en Kabul, dura más de veinticuatro horas, y solo la decisiva intervención de los cazabombarderos de los sublevados inclinó la balanza a favor de los insurgentes.
Después de la Revolución de Saur, Nur Mohammad Taraki asumió como presidente del Consejo Revolucionario. Taraki propuso la realización de una reforma agraria, la abolición de la usura y otras reformas progresistas. Encontró oposición en los «muyahidines», fundamentalistas islámicos, que vieron en este programa una amenaza. Estos, apoyados armamentísticamente por Estados Unidos y a través del bloqueo del grano consideraron que no estaban dispuestos a permitir la modernización del país empezando la Guerra Civil Afgana.
A fines de 1978, Nur Mohammad Taraki es cordialmente recibido en Moscú. Durante esa visita, Afganistán firma el Tratado de Amistad y Cooperación con la Unión Soviética, de veinte años de duración y califica a la Unión Soviética como «nuestro gran vecino del Norte». El nuevo régimen aplica una purga a la Administración y en el país hay muchas detenciones.
Fragilidad del gobierno de Nur Mohammad Taraki y ascenso de Hafizullah Amín
La Unión Soviética, ante la posibilidad de una invasión iraní en Afganistán, manifestó su solidaridad y apoyo a Afganistán. Además del riesgo de invasión, el nuevo régimen se enfrenta a otro problema, ya que el Gobierno estadounidense presenta una dura nota de protesta a la Unión Soviética por el «papel representado por los consejeros soviéticos» en Afganistán durante el secuestro y asesinato del embajador estadounidense en ese país, Adolph Dubs.
Se da un golpe de Estado que Moscú reconoce pero que es inmediatamente frustrado, y que se inició en la ciudad de Herat. A los golpistas capturados se les encuentra documentos y dinero extranjero: «lo que supone que la provocación provenía de países vecinos».
En septiembre de 1979 tuvo lugar un golpe de Estado perpetrado por Hafizullah Amín. En diciembre, Amín, que se había aliado a los estadounidenses, fue derrocado por el Consejo Revolucionario y los soviéticos (véase Operación Tormenta-333), quienes enviaron un contingente limitado de ayuda militar. Esta acción fue catalogada como una «invasión» en el marco de la Guerra Fría.
La sustitución del presidente de Afganistán, Nur Mohammad Taraki, por el «hombre fuerte» del régimen, el primer ministro Hafizullah Amin, toma desprevenidos a los dirigentes soviéticos, estos reaccionaron con una gran rapidez, expresando a Hafizullah Amin «la certeza de que las relaciones fraternales entre la Unión Soviética y el Afganistán revolucionario seguirán desarrollándose favorablemente».
Estados Unidos advierte movimientos de tropas soviéticas en las proximidades de la frontera con Afganistán. Incluso el líder del Frente Nacional de Liberación Afgano, Sayed Ahmed Gilani, ordena a sus combatientes en Afganistán que estén preparados «para un enfrentamiento eventual» con soldados soviéticos.
Nur Mohammad Taraki, expresidente de Afganistán, fallece, víctima de una prolongada enfermedad, según una emisión de Radio Kabul. Radio Kabul ha anuncia el fracaso de un intento de golpe militar contra el régimen afgano.

#### La invasión soviética
En las postrimerías de 1979 las tropas soviéticas ubicadas en territorio afgano cambian su papel de «asesoras» por el de «tropas de combate».
La Nasr Islami asesina a varios civiles soviéticos que paseaban en un bazar en Kabul lo que revela que el conflicto ya esta en desarrollo y varios observadores alertan de un incremento de la presencia militar soviética en Afganistán. Casi al terminar la década de los setenta, el Gobierno estadounidense condena la intervención soviética en Afganistán.
El gobierno de Hafizullah Amin es derrocado por las fuerzas encabezadas por Babrak Karmal, se especula que los invasores soviéticos lo apoyan para consumar el golpe. Las tropas soviéticas patrullan las calles de Kabul. La Unión Soviética admite inmediatamente su participación en los últimos acontecimientos en territorio afgano. Ante el reconocimiento soviético, la OTAN estudia medidas para sancionar a la Unión Soviética. A pesar de esto, el ejército soviético se despliega por todo el territorio afgano. El presidente de Estados Unidos, Jimmy Carter afirma haber conversado con Leonid Brézhnev, el jefe de la Unión Soviética y afirma que sus explicaciones son falsas. Acto seguido, el presidente estadounidense llamó a consultas a su embajador en la Unión Soviética. El debate sobre el Tratado Salt II es aplazado en el Senado de los Estados Unidos. La agencia soviética, TASS, acusa al presidente estadounidense de belicista.
El comandante supremo de las fuerzas aliadas de la OTAN, el general estadounidense Bernard W. Rogers, insiste en que la Alianza Atlántica debía «estar preparada para ir a la guerra en defensa de su territorio». «La invasión soviética en Afganistán es la amenaza más importante para la paz desde la Segunda Guerra Mundial», afirma presidente estadounidense, Jimmy Carter.
Tres semanas después de que Babrak Karmal derrocase a Amin, la situación en Afganistán es caótica. Zbigniew Brzezinski, consejero de Jimmy Carter afirma en un discurso: «Hay pocas probabilidades de que Afganistán se convierta en el Vietnam de la Unión Soviética».
El Departamento de Estado estadounidense reafirma que las fuerzas de intervención soviéticas en Afganistán, que superan ahora los 80 000 hombres, desempeñan un papel cada vez más activo en la lucha contra los insurrectos musulmanes. La Unión Soviética está incrementando el número de tropas en Afganistán, transportándolas con aviones desde sus bases del este europeo, según fuentes diplomáticas acreditadas en Kabul. Sin embargo, hay disgusto entre los miembros de la OTAN pues afirman que Washington oculta información sobre los movimientos de las tropas soviéticas en Afganistán.
Alarmada por las constantes informaciones sobre el uso de gases venenosos soviéticos en Afganistán, la OTAN teme que Moscú desencadene una guerra con armas químicas, para la que Occidente no está preparado.

#### Las sanciones políticas y económicas contra la Unión Soviética
Jimmy Carter emplea el arma de trigo contra la Unión Soviética: en su decisión más firme desde el inicio de su presidencia, el presidente Jimmy Carter, responde a la Unión Soviética por su intervención en Afganistán bloqueando la venta de diecisiete millones de toneladas de cereales estadounidense a la Unión Soviética, previstas para 1980, y rearmando a Pakistán. El golpe de trigo fue letal para la Unión Soviética, un país que a pesar de aplicar el subsidio agrícola más grande en la historia de la humanidad, según Alec Nove, durante la década de los setenta, no pudo interrumpir su dependencia de las importaciones de grano. En 1984 y 1985 las condiciones climáticas fueron adversas y la situación para los agricultores soviéticos y la economía soviética en general se vuelve más compleja.
La Unión Soviética dirige una advertencia al Gobierno de Pakistán pues la acusa dar apoyo a los rebeldes afganos. Mientras el general Moharnmad Zla Ul Haq responde: «Me han invitado a declarar la guerra santa y yo les he dicho que el momento no ha llegado todavía». Estados Unidos anuncia que estudia la posibilidad de ofrecer apoyo militar a la guerrilla musulmana que combate al Ejército soviético en Afganistán. Estados Unidos solo suministrará este año a Moscú ocho millones de toneladas de grano de las veinticinco previstas según los acuerdos ya firmados. La Unión Soviética, que en 1979 ya tuvo un importante déficit en su cosecha, se verá privada de un 6 % de sus necesidades globales debido a la decisión estadounidense. En los últimos días, Moscú, que preveía la decisión de Washington, acelera la compra de grano estadounidense. Canadá y Australia no remplazarán con sus cosechas de trigo el cereal que Estados Unidos no venderá a la Unión Soviética. Estados Unidos ha decidido también eliminar los privilegios pesqueros de la Unión Soviética en aguas estadounidense y cancelar la venta de tecnología estadounidense a Moscú. La Unión Soviética responde acusándole de haber iniciado una nueva guerra fría y califica las medidas adoptadas por Washington de «flagrante violación» de los compromisos estadounidenses.
El vice primer ministro chino, Deng Xiaoping, solicita una alianza entre China, Estados Unidos y todos los países interesados, contra la Unión Soviética «cuya política expansionista no acabará nunca». Estados Unidos y la República Popular de China deciden suscribir un acuerdo «urgente» de resistencia y oposición a la intervención soviética en Afganistán.
El presidente iraquí, Saddam Hussein, condena la intervención soviética en Afganistán, calificándola de «error grave, peligroso, inexcusable e injustificable». Arabia Saudí rompe relaciones diplomáticas con Afganistán, como protesta ante el «régimen ilegal de Kabul» y la invasión soviética del país.
Faruk Kadumi, presidente de la sección política de la Organización para la Liberación de Palestina (OLP), declara que la Unión Soviética ha prestado una «ayuda altruista» a Afganistán. Esta ayuda «ha irritado tanto al imperialismo estadounidense porque quería continuar explotando las riquezas naturales de Irán y Afganistán».
La Unión Soviética sufre un fuerte descalabro diplomático y moral en las Naciones Unidas, cuando la mayoría de los países del Tercer Mundo, integrados en el movimiento de no alineados, votaron con todas las naciones occidentales una resolución de condena de la invasión de Afganistán por la Unión Soviética. En una visita a la India, Leonid Brézhnev es recibido con abucheos y manifestaciones antisoviéticas. En Teherán, una muchedumbre intenta asaltar la sede de la embajada soviética.
El presidente estadounidense Jimmy Carter solicitará al Congreso un presupuesto de Defensa para 1981 de 158 000 millones de dólares, lo que supone un 5 % más que el destinado para 1980. La justificación principal para dicho incremento armamentístico son las sanciones a la Unión Soviética.
La Comunidad Económica Europea (CEE) decide suprimir la ayuda a las exportaciones de mantequilla a la Unión Soviética, a Afganistán y a los países del este de Europa. Mientras que, Francia y la República Federal de Alemania dirigen una enérgica advertencia a la Unión Soviética, en el sentido de que utilizarán su capacidad militar si Moscú intenta nuevas acciones similares a la de Afganistán.
Durante el mes de febrero de 1980, el presidente estadounidense, Jimmy Carter, ordena el embargo de las ventas de fosfatos estadounidenses a la Unión Soviética. El embargo estadounidense de las ventas de fosfato a la Unión Soviética originará un importante excedente sobre el mercado mundial, un nuevo descenso de los precios, y, en consecuencia, serios problemas para la economía marroquí, que depende en gran medida, para sus ingresos en divisas, de esta exportación.
Después de presentar ante el Congreso un plan antiinflación, con reducción del gasto público, la limitación del crédito; y nuevos impuestos para la gasolina, el presidente de Estados Unidos, Jimmy Carter, anuncia que Estados Unidos podría renunciar al tratado firmado con la Unión Soviética sobre la limitación de armas nucleares, SALT II. En mayo de 1980, durante un evento en Filadelfia, Jimmy Carter pronuncia un discurso donde advierte a los países occidentales sobre la amenaza soviética, el cual es calificado por la Unión Soviética como una declaración de guerra fría

##### Crisis en el gobierno de la Unión Soviética y diferencias internas en la administración de Jimmy Carter
El jefe del Estado y del Partido Comunista soviético, Leonid Brézhnev, parece que es contrario a la invasión de Afganistán, pero su posición no ha logrado imponerse a la mayoría en el buró político de su partido. Ello significaría que se ha acentuado la crisis en la cúspide política de la Unión Soviética. Esta vez no ha aparecido en público, desde que comenzó la invasión de Afganistán, para explicar los motivos de tal operación a los ciudadanos soviéticos. El precario estado de salud de los dos máximos líderes soviéticos justificaba su oscurecimiento, pero se negó a especular sobre eventuales cambios en el equipo del poder en la Unión Soviética. La intervención soviética en Afganistán fue decidida por una facción del Politburó que comprendía al ministro de Defensa, Dimitri Ustinov, Andrei Kirilenko, el ideólogo Mijail Suslov, Yuri Andrópov, jefe de la KGB, así como el ministro de Asuntos Exteriores, Andrei Gromiko.
Leonid Brézhnev, dirigente máximo de la Unión Soviética, afirma que las unidades soviéticas enviadas a Afganistán serán retiradas completamente de este país cuando desaparezcan las causas que llevaron a las autoridades afganas a pedir su entrada en él y pidan su evacuación.
En Estados Unidos, dimite el secretario de Estado, Cyrus Vance, por sus diferencias con el presidente Jimmy Carter sobre la estrategia del rescate de los rehenes estadounidense en Teherán y los consejos del asesor presidencial, Zbignew Brzezinski sobre el tema de Afganistán.

##### La resistencia antisoviética en Afganistán y la ayuda occidental

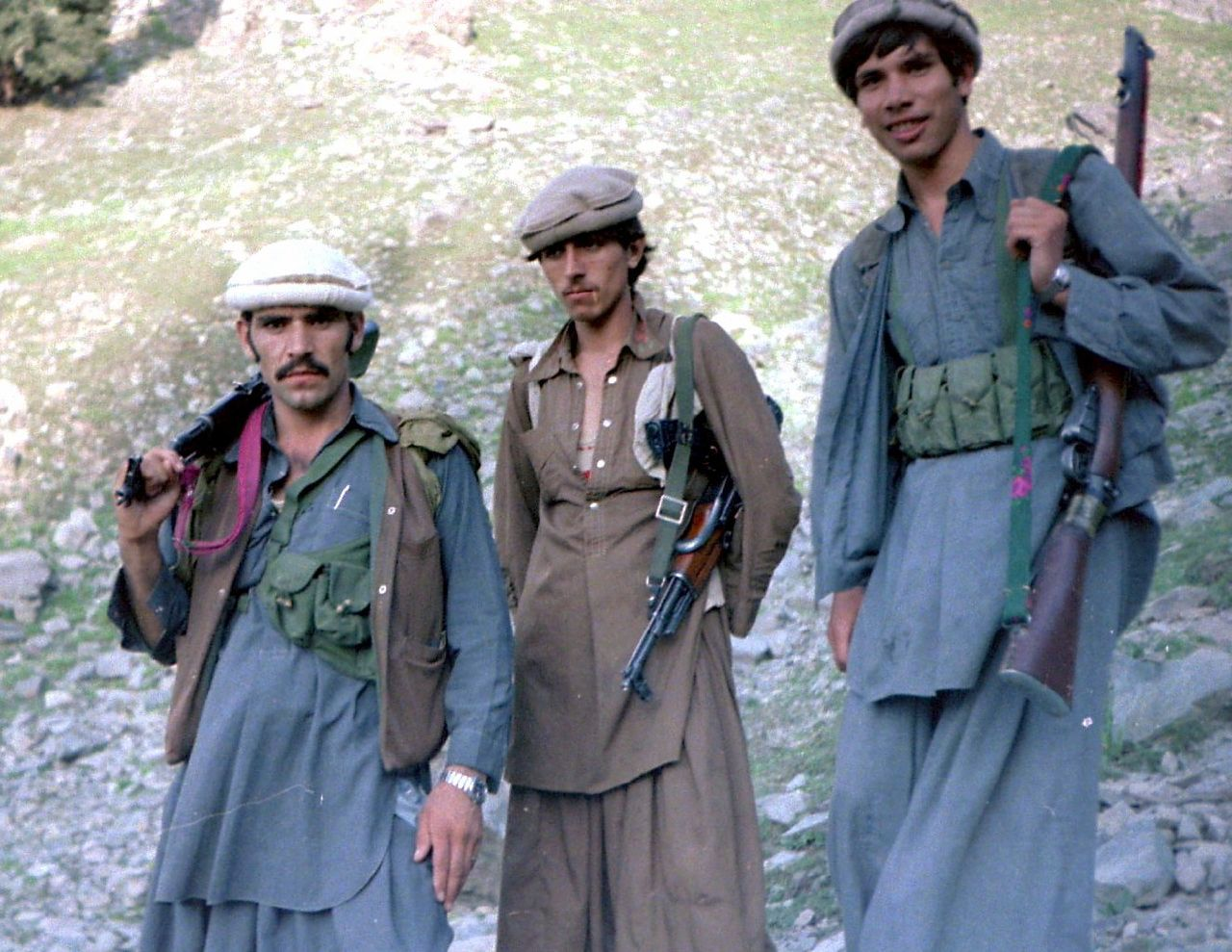
Insurgentes afganos.

«No nos hace falta la ayuda extranjera. Estamos acostumbrados desde hace mucho tiempo a tener en casa nuestras propias armas: desde una pistola a un antiaéreo», declara Gul Mohamad, portavoz de Hezbi Islami Afganistán. El mercado negro de armamentos es fabuloso y sorprende a quienes lo desconocen.
Los principales grupos musulmanes integran la resistencia antisoviética en Afganistán:
1. El Frente de la Revolución Islámica, de Sayed Ahmed Gailan (proestadounidense), fue excluido de la federación de insurgentes.
2. El Hezbi Islami de Afganistán, organiza los primeros combates en las provincias de Paktia y Konar. La derecha monárquica afgana califica a este partido de islámico-leninista. Su dirigente es el ingeniero Gulbudin Hekmatiar.
3. El grupo Jamiat Islami, que dirige el profesor Buhranuddin Rabanni, es uno de los que más se diferencia del resto. Actúa básicamente en el extremo nororiental de Afganistán (cerca de la pequeña frontera de China) y parece muy influido por las tesis maoístas.
4. Jarakat Enguelab Islami, que dirige el profesor de religión Mohammed Nabi Mohamadi, es el más puramente islámico de los siete grupos. Las provincias en las que posee mayor implantación son las de Tajar y Beluchistán. Este grupo cuenta entre sus militantes con buen número de mullahs (sacerdotes islámicos) y se le considera muy unido a la organización integrista Hermanos Musulmanes, que reúne a los «fundamentalistas» de todo el mundo islámico.[84]

Sin embargo, todos estos grupos a pesar de estar organizados, en su mayoría, en una federación no consiguen constituir un frente común.
El tráfico de armas prospera en la frontera afgano-paquistaní. El mercado artesanal de armas de Darras es el más socorrido por los insurgentes afganos.
Aunque el gobierno de Estados Unidos decide aplazar la entrega de material militar a Pakistán, según el diario The Washington Post, Estados Unidos da en secreto armas ligeras y anticarro a los rebeldes afganos que combaten contra las tropas soviéticas que ocupan su país, y los chinos manifiestan que están dispuestos a ayudar también. La cadena de noticias estadounidense American Broadcasting Company (ABC) en su programa 20-20 señala que Washington proporciona armamento a los rebeldes afganos por medio de un programa ordenado por el presidente Jimmy Carter en enero de 1980 y ejecutado por el director de la CIA, Stansfield Turner y su asesor de Seguridad Nacional, Zbignew Brzezinski. En entrevista con la cadena estadounidense NBC, el presidente de Egipto, Anuar el Sadat, revela que su país le ha vendido armas soviéticas a los Estados Unidos con el objeto de apoyar a la insurgencia afgana. La ayuda occidental no se puede ocultar y las protestas de Leonid Brézhnev son muestra de ello, más que los artículos publicados esporádicamente en la prensa occidental.
El presidente Jimmy Carter afirma en Belgrado que Estados Unidos está dispuesto a ofrecer garantías a un Gobierno que sería aceptable para el pueblo afgano. Las declaraciones provocan indignación en el gobierno soviético.
El republicano Ronald Reagan, al inicio de su administración, hace una oferta abierta de apoyo a la resistencia afgana, esta declaración toma por sorpresa a Moscú, cuyos dirigentes critican de «cínicas» las declaraciones del presidente de los Estados Unidos.
Por el lado cultural, el pueblo afgano muestra resistencia. La ministra de Educación, Anahita Ratebzad, muestra su desconsuelo por las dificultades que hubo: «Menos de la mitad de los ciudadanos de la cantidad prevista es el número real conseguido en esta primera experiencia. La escolarización obligatoria».
Radio Kabul Libre es creada con fines propagandísticos antisoviéticos y funciona gracias a los donativos de intelectuales europeos.
La debilidad del invasor se pone de manifiesto cuándo se enfrentan en las calles de Kabul con los insurgentes afganos a plena luz del día. y cuando en menos de un año de cumplirse la invasión soviética, la insurgencia afgana toma la segunda ciudad más importante del país, Kandahar.
Esa ciudad se convirtió desde mayo de 1981 en el bastión de la insurgencia afgana. Por ese motivo la fuerza aérea soviética la bombardeó de manera encarnizada, causando cientos de civiles muertos en el mes de febrero de 1982.
Fuentes occidentales afirman que después de dos años de la invasión soviética, ocho mil soldados soviéticos han caído en enfrentamientos con la resistencia afgana. A finales del mes de junio de 1985, la guerrilla afgana afirma que ha logrado una importante victoria en el valle de Panjsher, al tomar el control de un puesto militar que era defendido por 450 soldados soviéticos.
En 1985 es más notoria la impotencia del Ejército Rojo y sus colaboradores afganos para eliminar a la insurgencia afgana. La guerra se ha alargado más de lo previsto y los soviéticos solo controlan la capital Kabul. Sin embargo, Moscú sigue enviando más tropas a Afganistán.
La furia de la insurgencia afgana algunas veces rebasó los límites y no respetó la vida de civiles, como cuando derribaron un avión comercial con un misil estadounidense tierra-aire. Los 52 civiles que viajaban en este avión murieron en el ataque. Esta noticia se difundió días después de la consumación del ataque y ningún grupo de la insurgencia afgana se atribuyó la autoría del ataque al avión comercial.
El FIM-92 Stinger fue vital para la insurgencia afgana en sus combates contra los invasores soviéticos y sus colaboradores afganos. La efectividad de este misil se muestra en el ataque del mes de octubre de 1985, que orquestaron los guerrilleros afganos contra el aeropuerto de Kabul ―que estaba fuertemente custodiado―. Los insurgentes en aquella ocasión, aunque no tomaron el control del aeropuerto, lograron derrumbar 2 aviones Mig y 4 helicópteros de combate.
En junio de 1986, el Parlamento Europeo pide el reconocimiento como autoridad de la resistencia afgana.

##### Fracaso de la Unión Soviética y sus satélites en Afganistán
Los soldados desertores y los «rebeldes» islámicos combaten a las tropas soviéticas en la localidad de Jellabab, a medio camino entre Kabul y la frontera paquistaní. También se desarrollan combates en la región de Herat, cerca de la frontera iraní-, Ghazni, en el centro del país, y Mazar el Sharif cerca de la frontera soviética. Las deserciones en el Ejército afgano son numerosas debido a que las tropas soviéticas empiezan a desconfiar de sus colaboradores afganos.
Una división del Ejército afgano ataca a un contingente aerotransportado soviético estacionado en las inmediaciones del aeropuerto internacional de Kabul.
La ignorancia de la población en la Unión Soviética cunde, pues el Gobierno soviético, ha omitido informaciones sobre la guerra de Afganistán.
La censura informativa en la Unión Soviética se modera hasta mediados de 1981, cuándo la televisión soviética expone un documental que muestra las terribles consecuencias de la guerra en Afganistán. En 1983, la censura se modera mucho más en la Unión Soviética, ya que escuchas de la BBC confirman que Radio Moscú habla de la creciente oposición afgana a los invasores soviéticos. A mediados de 1985, 200 padres de familia en Armenia se manifiestan públicamente en contra de que sus hijos sean enviados a Afganistán. En diciembre de 1987, la policía soviética tiene que disolver una manifestación encabezada por el disidente Yuli Vorontsov frente al Ministerio de Defensa.
En el Ejército Rojo también hay deserciones como el caso de este soldado que se introdujo clandestinamente a la Embajada de los Estados Unidos en Kabul. También hubo soldados soviéticos que se negaron a cumplir las órdenes de sus superiores, como el caso de los veinte soldados ejecutados en Kandahar por resistirse a combatir a los insurgentes. Otros desertores de la milicia soviética son obligados a retornar a la Unión Soviética como Igor Rijiov y Oleg Flan que estaban refugiados en el Reino Unido.
En el caso de los veteranos y de quienes participaron en el contingente soviético que combatió en Afganistán, estos encuentran manifestaciones de rechazo social en la Unión Soviética. Los ciudadanos soviéticos los califican como afgansi y su retorno es un fenómeno social que inspira canciones y películas.

##### Los Juegos Olímpicos de Moscú 1980
El secretario de Estado estadounidense, Cyrus Vance, anuncia que Estados Unidos aguardará hasta el 15 de febrero para declarar el boicot a los Juegos Olímpicos.
A principios del mes de febrero de 1980, Estados Unidos solicita oficialmente el boicot a los Juegos Olímpicos de Moscú ante la reciente invasión soviética en Afganistán. Sin embargo, el Cómite Olímpico Internacional ratifica que Moscú será la sede de los Juegos Olímpicos de 1980.
La República Popular de China se suma a los países que boicotearán las Olimpiadas en la capital soviética. A pesar de estas manifestaciones de boicot olímpico, hay un creciente aislamiento internacional sobre esta opción propuesta por los Estados Unidos.
Mientras se desarrollan los Juegos Olímpicos de Moscú 80, altos funcionarios afganos son asesinados.
Eran lógicas las protestas de Occidente contra la invasión soviética de Afganistán, pero la opinión del presidente rumano, Nicolae Ceaucescu causa sorpresa pues pide la retirada de las tropas soviéticas de Afganistán.

##### El gobierno de Babrak Karmal
Moscú tiene dificultades para imponer la figura del presidente Babrak Karmal y hacerle creíble ante los líderes religiosos afganos. Los asesores soviéticos desarrollan una gran campaña propagandística, destinada a ganar para el nuevo régimen el apoyo de los jefes religiosos musulmanes. Con el objeto de crear una imagen independiente de la Moscú se suprimen inscripciones y eslóganes comunistas en las calles de Kabul y se lleva a cabo la liberación de presos. Babrak Karmal establece medidas populistas para ganarse la voluntad del pueblo.
En el segundo mes de la invasión soviética, las calles de Kabul están bajo ley marcial y los comercios permanecen cerrados. Hay un patrullaje intenso en las calles de Kabul por parte de los afganos y los soviéticos. Los comerciantes afganos se ponen en huelga, hay escasez de alimentos y muchos disturbios en las calles de la capital afgana. El Ejército afgano pone fin a la huelga de los comerciantes de Kabul, recurriendo a la fuerza para obligar a los comerciantes a abrir sus tiendas. Muchos afganos ante este caos, tienen que huir de su país.
En su visita a la Unión Soviética, Babrak Karmal busca ayuda económica de esta potencia. En Moscú es recibido con honores por el presidente del Presídium del Sóviet Supremo de la Unión Soviética, Leonid Brézhnev. Ambos mandatarios confirman que Afganistán pertenece a la órbita soviética. El presidente afgano Babrak Karmal dispone que Abdil Qadir sea reemplazado por Nazar Mohammad en el Ministerio de Defensa.
Las manifestaciones de hostilidad al régimen de Babrak Karmal y la presencia soviética se reanudan en varias ciudades importantes de Afganistán. La población de Kabul sube casi todas las noches a los tejados de sus casas desde donde grita «¡Allah ajbar!» (‘Alá es el más grande’). Entre el 26 y el 29 de abril de 1980, alrededor de 57 estudiantes afganos que participan en la rebelión estudiantil antisoviética mueren en las calles de Kabul.
Babrak Karmal crea cuatro presidencias generales con el objeto de repartir el poder con el Ejército Afgano y evitar disputas entre este con el Partido Comunista de Afganistán. Medios diplomáticos advierten que los soviéticos ya no están dispuestos a darle otra oportunidad a Babrak Karmal A pesar de estas concesiones, varios dirigentes de la facción Jalq del Partido Comunista de Afganistán, opuesto a la facción Parcham encabezada por el presidente afgano Babrak Karmal, se ponen en contacto con los «rebeldes» musulmanes.
En el colmo de todas las concesiones políticas, Babrak Karmal se desprende del cargo de primer ministro y designa como tal a Sultán Alí Kishtmad, son el objeto de conciliar a las fracciones antagónicas dentro del Partido Comunista de Afganistán.
El diario Pravda critica fuertemente al gobierno de Babrak Karmal y a partir de ahí, la suerte del presidente afgano comienza a ser incierta.
El expresidente Babrak Karmal, que fue destituido por los soviéticos, esta en una prisión en Kabul, según la agencia china de noticias Xinhua. Después que se difunde esa información, el expresidente es trasladado a Moscú para recibir un tratamiento médico.
Posteriormente se sucedieron los presidentes Babrak Karmal y Mohammad Najibulá.
Este último llevó a cabo una política denominada «reconciliación nacional» para frenar la guerra, pero la disolución de la Unión Soviética, socio económico principal de Afganistán desde los tiempos de la monarquía, afectó al gobierno, que se disolvió y fue reemplazado por un Estado Islámico.

##### El gobierno de Mohammad Najibulá
Mohammad Najibulá, para beneplácito de los invasores soviéticos promete incrementar las acciones militares contra la resistencia afgana. Estados Unidos afirma que el cambio de presidente en Afganistán es solo una cuestión de imagen y la guerrilla musulmana manifiesta que solo es un cambio de peón de parte del invasor.
En Afganistán hay una fuerte oposición al ascenso de Mohammad Najibulá. El día de su toma de posesión, las tropas soviéticas establecieron una fuerte vigilancia en los edificios gubernamentales. En la capital Kabul se dan varias manifestaciones populares que apoyan a Babrak Karmal y que son reprimidas por las autoridades soviéticas. Ante estas manifestaciones públicas, Mohammad Najibulá, designa a Babrak Karmal como jefe del Consejo Revolucionario.
A finales de 1986, el presidente Mohammad Najibulá manifiesta al diario soviético Pravda que él y el pueblo de Afganistán están cansados de la guerra. En Moscú, insiste en una política de reconciliación nacional. Sin embargo, se resiste a ceder a la oposición, puestos claves como la seguridad nacional.
En la reestructuración del poder gubernamental de Afganistán, Mohammad Najibulá, es elegido presidente del Consejo Revolucionario (Parlamento) el 1 de octubre de 1987, por lo que sigue siendo presidente del país. Durante su nueva gestión, se diseña un nuevo proyecto de Constitución donde el islam será la religión oficial de Afganistán y son legalizados cuatro partidos políticos: Organización Revolucionaria Obrera, el Partido Islámico del Pueblo, el Partido de la Justicia Campesina y el Partido Democrático Popular.
A pesar de todos estos ofrecimientos y logros democráticos, los rebeldes afganos nunca tomaron en serio al gobierno de Mohammad Najibulá y exigían dialogar directamente con la Unión Soviética.
Cuándo la Unión Soviética se retiró de Afganistán ofreció que su gobierno ya no sería socialista sino plural. Sin embargo, este ofrecimiento sirvió poco, pues tuvo que declarar el estado de alerta, ya que la insurgencia afgana sigue cometiendo ataques contra su régimen. Ante este escenario, Mohammad Najibulá vuelve al gobierno prosoviético, destituyendo a miembros de su gobierno que no son comunistas y forma un Consejo Supremo para la Guerra, pero todos estos cambios solo alzan la moral de la insurgencia afgana.

#### El retiro de las tropas soviéticas de Afganistán

##### El retiro gradual de las tropas soviéticas deAfganistán
A mediados de 1980 surgieron rumores que describían la posibilidad del retiro total de las tropas soviéticas de Afganistán. El retiro limitado causó sorpresa en la alta dirigencia de la OTAN y desborda el entusiasmo en Occidente. Sin embargo, para desánimo de muchos, solo se trata de un retiro limitado de tropas, lo que provoca que las Siete Potencias de Occidente se pronuncien pidiendo el retiro total de las tropas soviéticas de Afganistán. Al final se confirmó que el retiro total era una posibilidad distante y La Unión Soviética retira de Afganistán solo una división de infantería ―no más de 10 000 hombres― y 108 carros de combate. Leonid Brézhnev explica al Comité Central la retirada parcial de los efectivos de la Unión Soviética, el cual se debe a las victorias obtenidas sobre los reaccionarios y porque la vida vuelve a la normalidad en Afganistán.
En 1983, Yuri Andrópov, el sucesor de Leonid Brézhnev, expresa en los funerales de su antecesor, su deseo de buscar una salida honrosa para el Ejército Rojo de Afganistán.
En el mes de noviembre de 1985, el líder soviético Mijaíl Gorbachov manifiesta que la Unión Soviética desea retirar sus tropas de Afganistán tan pronto como los otros Estados garanticen su neutralidad. El presidente afgano Babrak Karmal, ante esta declaración manifiesta a Der Spiegel que la presencia de tropas soviéticas fue necesaria en su país y que su gobierno negociará la retirada con la Unión Soviética. A pesar de estas declaraciones, la retirada de las tropas soviéticas parece lejana y Moscú busca otras vías para controlar el caos en Afganistán como el reconocimiento público de sus errores y el diálogo con la insurgencia afgana.
También buscó integrar al gobierno prosoviético a personajes que no fueran comunistas ni partidarios de la Unión Soviética.
En 1986, en una entrevista al diario comunista francés L´Humanite, Gorbachov afirma que la Unión Soviética busca dar fin a la guerra en Afganistán y que las tropas soviéticas pronto saldrán de ese país. Al parecer la estrategia soviética consistía en formar un gobierno plural en Afganistán y que este se ganará el apoyo popular y pudiera conciliar los antagonismos dentro del país. Sin embargo, el gobierno de Babrak Karmal falla rotundamente en este objetivo y desespera a los estrategas soviéticos al grado que las críticas al gobierno afgano empiezan a llegar de la Unión Soviética.
A fines del mes del mes de julio de 1986, el líder soviético Gorbachov, anuncia una reducción de tropas de su país en Afganistán. Siete mil soldados soviéticos abandonarán el país antes de que finalice ese año. Sin embargo, el gobierno chino manifiesta su insatisfacción y manifiesta que el retiro de las tropas debe ser inmediato.
La Unión Soviética informa que retira de Afganistán seis regimientos a partir del día 15 de octubre de 1986 y el gobierno afgano invita a periodistas a ser testigos de dicho evento. El gobierno de Afganistán ofrece a fines de 1986 una oferta de cese al fuego, pero esta es rechazada por los rebeldes. Sin embargo Kabul insiste en el alto al fuego a partir del 15 de enero de 1987. Ante la negativa de la insurgencia afgana, la Unión Soviética acusa a Estados Unidos de bloquear los esfuerzos por pacificar la región.

##### La causa principal del fortalecimiento de la insurgencia afgana
Mientras tanto, la capital Kabul se convierte en escenario de acciones bélicas donde la insurgencia afgana utiliza misiles antiaéreos. Varias embajadas son alcanzadas por estos proyectiles proporcionados por los Estados Unidos a los rebeldes.
The Washington Post informa que la administración de Ronald Reagan tiene previsto entregar 150 misiles Stinger a la resistencia afgana. Días después de que el diario estadounidense diera a conocer la noticia, el grupo rebelde Jalaludin Hagani derriba un avión comercial al este de Afganistán, donde mueren treinta personas, entre las víctimas, hay mujeres y niños. La eficacia mortal de los misiles tierra-aire proporcionados a la insurgencia afgana por Estados Unidos se manifiestan de forma cada vez más frecuente. El transporte aéreo sobre territorio afgano, fuera militar o civil, estaba en riesgo de ser derribado por estos misiles. La Unión Soviética ya no puede ocultar las bajas de transportes aéreos que sufre todos los días en territorio afgano.
En 1987, los rebeldes afganos atacan la localidad soviética de Piandzh, Tadjikistán, suceso que Moscú confirma. Los rebeldes afganos vuelven a cruzar la frontera con la Unión Soviética y esta vez matan a dos soldados soviéticos, según la agencia de noticias TASS.

##### El fracaso de la PAZ soviética
El gobierno afgano se empeña en cumplir su propuesta del alto al fuego en el día acordado, pero tres días después la guerrilla afgana rechaza la oferta de negociación.
La muestra más rotunda de ese rechazo es el asesinato de Abdulahad Arezdigi, jefe encargado de la reconociliación con los rebeldes.
En el mes de septiembre de 1987, el vice primer ministro soviético. Yuli Vorontsov, llega a Kabul para participar en las conversaciones entre Afganistán y Pakistán, en estas se habla del calendario de retiro de las tropas soviéticas.
A finales de 1987 los efectos de la perestroika se sienten en Afganistán. pues el presidente en turno cede puestos de poder y una asamblea diseña una nueva constitución.
El ministro soviético, Eduard Shevardnadze, anunció el 29 de enero de 1988, que las negociaciones sobre el retiro de la Unión Soviética de Afganistán ya tenían un acuerdo general. Aunque en 1987, un portavoz del Ministerio de Asuntos Exteriores de Tailandia ya había difundido esa posibilidad. Mientras los siete líderes de los grupos rebeldes afganos anunciaban en Islamabad su intención de formar un gobierno provisional. El líder del Kremlin, Mijail Gorbachov anuncia la posibilidad de que en el mes de mayo inicie el retiro de las tropas soviéticas de territorio afgano. Ante esto, el presidente afgano Mohammad Najibulá anuncia que no dejará el poder después del retiro de las tropas soviéticas.
El Partido Comunista de la Unión Soviética admite en un comunicado interno varios errores cometidos por la Unión Soviética en la invasión a Afganistán.
Las autoridades de Moscú establecen contacto con el grupo guerrillero Alianza Islámica para conseguir la liberación de 313 soldados soviéticos atrapados por la insurgencia.
Este contacto no fue el único ya que las autoridades soviéticas establecieron contacto con otros grupos guerrilleros para liberar a sus soldados.
George Shultz, el secretario de Estado estadounidense, visita la Unión Soviética con el objeto de que ambas potencias afinen sus posiciones sobre el conflicto de Afganistán.
La capital de Pakistán, Islamabad, fue el punto de encuentro de la Unión Soviética con los grupos guerrilleros para tratar varios temas, en su mayoría relacionados con las condiciones para lograr la paz en el país. Los muyahidin afganos son reconocidos por los soviéticos como el grupo guerrillero principal de la insurgencia. Después de casi nueve años de que la Unión Soviética invadiera Afganistán, los grupos guerrilleros y los representantes de la Unión Soviética se reúnen a negociar. No solo los insurgentes negocian con los invasores, sino también el exrey de Afganistán, Zahir Shah.

##### El retiro formal de las fuerzas armadas de la Unión Soviética
El diario soviético Pravda, marca el primero de mayo como el día de inicio del retiro de las tropas soviéticas de Afganistán. Los siete grupos guerrilleros ante estas noticias anuncia que formará un gobierno provisional que tomará el poder inmediatamente después de la salida de las tropas soviéticas. Sin embargo, el presidente afgano les advierte que no dejará el poder después de que se consuma este evento. Las autoridades afganas saben que una vez que se vayan las tropas soviéticas, la insurgencia será más fuerte y busca opciones para sobrevivir, incluso llega a diseñar el plan de partir en dos al país.
El gobierno de Afganistán acepta el calendario paquistaní para el retiro de las tropas soviéticas.
Conforme comienza a materializarse la retirada de los soldados soviéticos de Afganistán, la guerrilla se fortalece tomando bases abandonadas por el ejército afgano, conquistando ciudades, e intensificando sus ataques a la capital afgana.
El retiro de las tropas soviéticas no fue tan sencillo y antes de que estas dejarán territorio afgano bombardearon varias ciudades matando a muchos civiles. Los testigos afirman que los tanques soviéticos pasaban sobre los cadáveres sin tener cuidado alguno. Ante este escenario, James Baker decide cerrar la embajada de Estados Unidos en Kabul. Otros países también deciden cerrar sus representaciones. Todavía a principios de 1989, Moscú consideraba si evacuar el país o dividirlo.
A principios del mes de febrero de 1989, los últimos soldados soviéticos abandonan Kabul. El gobierno de Mohammad Najibulá se dispone a resistir a la guerrilla islámica distribuyendo armas a los miembros del partido. Mientras el ministro soviético, Eduard Shevardnadze, busca impulsar una solución política en Afganistán pero afirma que no logró bloquear el suministro de armas a la guerrilla islámica a cambio de que la Unión Soviética deje de apoyar al gobierno de Mohammad Najibulá. Es necesario recordar que en el mes de abril de 1987, The Washington Post afirmó la entrega de 600 misiles antiaéreos Stinger a la guerrilla afgana por parte de los Estados Unidos y que la CIA recibió 250 millones de dólares para financiar a la guerrilla afgana.
En el aeropuerto de Kabul queda solo un contingente soviético, mientras que las posiciones militares que van dejando los soviéticos son tomados por los grupos guerrilleros. Se originan fuertes batallas y muchos civiles buscan refugio en Pakistán, que cierra sus fronteras para evitar la entrada de más afganos.
El 14 de febrero de 1989, el Ejército soviético se retira formalmente de Afganistán con la entrega del control del aeropuerto a los afganos.
El primer día sin soviéticos, Kabul estuvo en relativa calma. Sin embargo, la insurgencia afgana no puede ponerse de acuerdo para formar un gobierno de transición

##### La caída del gobierno de Mohammad Najibulá
Después del retiro total de las tropas soviéticas, el ejército afgano trato de defender al gobierno de Mohammad Najibulá sin el apoyo de la Unión Soviética. Los grupos guerrilleros se concentraron en atacar a la capital Kabul provocando muchas bajas en la milicia afgana y en la población civil. Según fuentes de espionaje muyahidin hubo un intento de golpe de Estado el 30 de octubre de 1987 por parte de los partidarios de Babrak Karmal. Dicho ataque puso de manifiesto la profunda división en el Partido Comunista. El embajador soviético en Kabul tuvo que intervenir para poner orden e hizo que los partidarios de Mohammad Najibulá cedieran para evitar que la división siguiera creciendo.
Después de su retiro militar, la Unión Soviética siguió proporcionando apoyo al gobierno de Mohammad Najibulá con armamento.
Sin embargo, el presidente afgano cada día tiene más enemigos, que no solo están en la insurgencia afgana, sino también en su propio gobierno. Por ejemplo, su ministro de Defensa, Sha Nawaz Tanari, se pone en contacto con los grupos guerrilleros e intenta dar un golpe de Estado.
El intento fracasa, aunque los sublevados resisten la defensa del Ejército Afgano. El ministro de defensa, al ver el fracaso consumado huye a Pakistán.
Mohammad Najibulá, emprende un duro contraataque contra la guerrilla afgana lanzando misiles scud contra posiciones civiles. Estos eventos impulsan a muchos afganos a huir hacia Irán.
El presidente de Estados Unidos, George Bush suprime la ayuda financiera a los grupos guerrilleros afganos al no presupuestar para 1992 el apoyo que normalmente se proporcionaba.
A pesar de estos ataques, la guerrilla afgana toma la ciudad Mazar-i-Sharif, una de las más importantes de Afganistán. El régimen de Mohammad Najibulá empieza a colapsar y los grupos guerrilleros empiezan a enfrentarse entre sí. Los líderes de los principales grupos guerrilleros, Ahmed Sha Masud y Gulbudin Hekmatiar se disputan la capital Kabul. Gardez, la ciudad natal de Mohammad Najibulá, y otras ciudades importantes caen bajo el poder de los muyahidin. Kabul se convierte en un sangriento campo de batalla donde se enfrentan las milicias suníes y shíies. Ante estos avances, el presidente afgano anuncia su dimisión una vez que se forme un consejo de transición tutelado por la ONU.
Mohammad Najibulá es depuesto y se refugia en las oficinas de la ONU en Kabul. Abdul Rahim Hatef asume la presidencia. Jamiati Islami de Ahmed Sha Masud y Hezbi Islami de Gulbudin Hekmatiar se atribuyen la victoria, mientras el ministro de Asuntos Exteriores, Abdul Wakil, busca un acuerdo entre ambos para que no luchen entre ellos en la capital Kabul. En estas negociaciones, los grupos guerrilleron logran un acuerdo y forman el Consejo de los Muyahidin. Sin embargo, el enviado de la ONU, Benon Sevan, alerta que los guerrilleros son inflexibles.
Los líderes guerrilleros acuerdan que Sibghatullah Mojaddedi presida el Consejo compuesto por 51 personas. En Kabul se constituye un consejo de 6 líderes guerrilleros con el objeto de proteger la capital.
Pero la violencia estalla en Kabul y los dos principales grupos guerrilleros, Hezbi Islami y el Jamiati Islami, se enfrentan con el objetivo de apoderarse del palacio presidencial.
El 30 de abril de 1992, cae la sede del Ministerio del Interior, último bastión de Hezbi Islami. Desde las afueras de Kabul, Gulbudin Hekmatiar amenaza con reanudar la lucha mientras el general Abdul Rashid Dostam no salga de Kabul con sus hombres y avanza con sus tropas hacia Kabul desde el sur del país.
Buranudin Rabbani destituye al primer ministro de Afganistán, Abdul Sabur Farid, representante del grupo guerrillero radical Hezbi Islami en la coalición gubernamental, debido a que dicho grupo guerrillero desata una fuerte ofensiva en Kabul.
Versiones difundidas en la prensa mencionan que el expresidente afgano Babrak Karmal y el general Abdul Rashid Dostum, mueren en un accidente aéreo cuando se dirigían hacia Kabul. Inmediatamente Abdul Rashid Dostum desmiente este rumor y dice que ignora el paradero de Babrak Karmal
Afganistán vuelve a las leyes islámicas que prohíben a las mujeres traer sus rostros descubiertos y la venta de alcohol.

### Fundamentalismo (1992-2001)
En 1992, el país quedó dividido entre señores de la guerra, jefes militares que provenían de los muyahidines o del antiguo Ejército profesional, al mando de milicias que luchaban contra señores rivales.
A finales del mes de octubre de 1994, la facción de los talibanes surgió en la provincia sureña de Kandahar en el rescate de un convoy paquistaní capturado por el ejército afgano y prevaleció a partir de 1996. En febrero de 1995, el líder del grupo Hezbi islami, Gulbudin Hekmatiar es derrotado por la nueva milicia en las mediaciones de Kabul. La aparición de este nuevo grupo guerrillero frustra el plan de paz de la ONU que consistía en que el presidente afgano Burhanudin Rabbani entregará el poder y se constituyera una asamblea de los líderes guerrilleros. La salida de Gulbudin Hekmatiar fue un alivio para el presidente de Afganistán que después declaró haber ayudado a los talibanes a derrotar a Hezbi islami. El apoyo le costaría caro a Burhanudin Rabbani, pues los talibanes en menos de un mes de haber derrotado al grupo guerrillero más importante de la insurgencia, emprende el ataque contra Kabul. Sin embargo, el primer intento para tomar la capital y derrocar al gobierno de Burhanudin Rabbani fracasa. Las tropas oficiales hicieron retroceder a los talibanes hasta su cuartel general ubicado en la ciudad de Charasyab, 25 kilómetros al sur de Kabul, y toman la ciudad obligando a la nueva milicia a huir al sur.
Sin embargo, con la toma de la ciudad de Herat los talibanes resurgen y le propinan un duro golpe al gobierno de Afganistán y vuelven a preparar un nuevo ataque a Kabul. La resistencia oficial es dura y recupera la ciudad de Herat. Durante la ofensiva contra Kabul, los talibanes capturan a muchos soldados afganos.
Kabul se convierte en un escenario bélico de bombardeos y ataques con cohetes. Hay muchas bajas civiles. Burhanudin Rabbani y Gulbudin Hekmatiar convocan a una alianza para integrar un nuevo gobierno y hacer frente a la amenaza de los talibanes. A pesar de este esfuerzo político, los avances de la nueva milicia no cesan, pues los talibanes toman la ciudad de Jalalabad y tienen bajo control a la mitad del país.
En el mes de septiembre de 1996 se apoderan de la provincia de Kunar, que se ubica en la frontera con Pakistán.
Con más de la mitad del país bajo su control, los talibanes se dirigen de nuevo a Kabul. En este nuevo intento, las fuerzas gubernamentales sucumben ante la nueva insurgencia. Los talibanes no son recibidos con entusiasmo por la población y asesinan al expresidente Mohamed Najibulá, cuyo cadáver es exhibido al pueblo.
Desde entonces el nuevo régimen impuso unas normas que restringieron severamente la libertad de las mujeres (como la obligación de usar el burka). Estas medidas de control llegaron a tal extremo que las ventanas de las casas debían prepararse para que nadie pudiera ver a las mujeres de la casa desde el exterior. Estaban obligadas a usar zapatos silenciosos y no podían expresarse libremente.
Durante los años del gobierno talibán, las mujeres tuvieron prohibido trabajar o salir a la calle sin la compañía de un hombre de su familia. Las mujeres con una carrera profesional, como médicos o abogadas, perdieron sus trabajos y se mantuvieron recluidas en sus casas. La consecuencia directa fue que las familias donde no había ningún varón que aportara un sueldo estaban abocadas a mendigar o morir de hambre. Además, los hospitales y la atención sanitaria para mujeres eran escasos, ya que los médicos varones no podían atenderlas. Los casos de depresión aumentaron de forma alarmante entre las mujeres, al igual que el número de suicidios. Muchas mujeres prefirieron quitarse la vida antes que vivir en la opresión y la injusticia. Las mujeres que vestían de forma incorrecta eran azotadas de forma pública.
La Universidad de Kabul, después de la victoria de los talibanes, reabre sus puertas a principios del mes de marzo de 1997, sin alumnas ni profesoras. El nuevo régimen no permite la participación de las mujeres en el campo laboral, excepto en la medicina. Ante esa situación, el director general de la UNESCO, Francisco Mayor, expresa su preocupación de que las mujeres sean excluidas de la educación superior.
Las mujeres no fueron las únicas que vieron su libertad restringida. También los bebedores ocasionales y consuetudinarios de alcohol tuvieron ante sí la amenaza de morir colgados si consumían cualquier bebida embriagante. Los jugadores de apuestas también fueron humillados y catigados por el nuevo gobierno. El colmo de todas las prohibiciones fue el no permitir a los habitantes de Kabul abandonar la ciudad.
El trato que los talibanes daban a las mujeres afganas fue motivo de fuertes observaciones y protestas internacionales.
A pesar de sus éxitos rotundos los talibanes no pudieron controlar de forma inmediata el norte del país. A principios de octubre de 1996, las fuerzas del señor de la guerra uzbeko, Abdul Rashid Dostum y fuerzas leales al gobierno depuesto le propinan un gran revés a los talibanes en el valle de Panshir, donde doscientos de sus militantes pierden la vida. Después de este tropiezo, los talibanes pierden la iniciativa y las fuerzas leales al gobierno depuesto, comandadas por el general Ahmed Sha Masud salen del valle del Panshir con la consigna de avanzar hacia Kabul. Las fuerzas de Ahmed Sha Masud logran hacer retroceder a los talibanes a Kabul y les ordena a estos abandonar la capital, a lo cual se resisten y presentan una fuerte resistencia. Durante estas luchas, los talibanes pierden la base aérea de Bagran, ubicada a 60 kilómetros al norte de Kabul. Ya en la entrada de Kabul, los talibanes y las fuerzas de Ahmed Sha Masud libran intensos combates donde el atacante busca dominar los puntos de ingreso a la ciudad. La ONU, por medio de su enviado especial, Norbert Holl, hace sus mayores esfuerzos por evitar que los combates sigan en desarrollo y que el caos siga cundiendo en el lugar.
Los colosos de Bamiyan

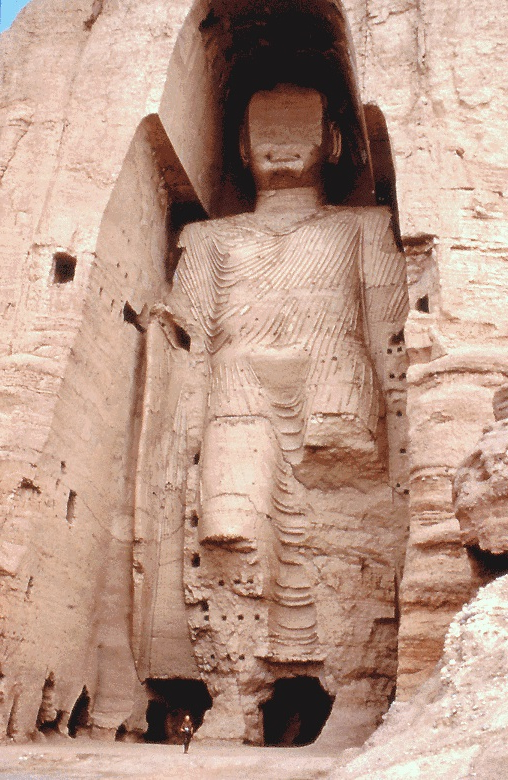
Uno de los Budas de Bāmiyān, conjunto escultórico tallado a los lados de un acantilado en el valle de Bāmiyān, en Afganistán, destruidas durante en el año 2001.

A finales del mes de febrero de 2001, el jefe supremo talibán, el mulá Mohamed Omar, ordena la destrucción de todas las estatuas del país, entre las que están incluidas los budas de Bamiyan, las estatuas de Buda más grandes del planeta. Ante la amenaza de que estos tesoros culturales fueran destruidos, el Metropolitan Museum de Nueva York hizo una oferta al gobierno afgano para adquirir a los colosos. La furia iconoclasta de los talibanes sobre las estatuas provoca la ira de las editoriales de prensa más importantes del mundo. El enviado de la Unesco, Pierre Lafrace, fracasa en sus negociaciones para evitar la destrucción de las estatuas. Aunque no hay certeza sobre el estado de las estatuas, los hindúes radicales queman el Corán en la India. Después de la amenaza inminente, la información sobre la situación de las estatuas sigue siendo confusa y hasta contradictoria.
El 10 de marzo de 2001, el comandante Ahmad Shah Masud, confirma la destrucción total de los colosos de Bamiyan con misiles antiaéreos, tanques y dinamita. Aunque la comunidad internacional se sigue movilizando, los talibanes afirman que las estatuas ya están destruidas a un 80 %, y le confirman a Kofi Annan, el secretario general de la ONU que ya está consumada la destrucción. Las reacciones internacionales no se hicieron esperar. El director general de la Unesco, Koïchiro Matsuura, condenó dicho acto y lo calificó como crimen contra la cultura. Fue así como unas reliquias de aproximadamente 1500 años de antigüedad fueron destruidas por un gobierno extremista ante la impotencia internacional. La consumación de la amenaza del mulá Omar fue difundida después al mundo por la cadena de noticias CNN.
El caso Shelter Now International
A principios del mes de agosto de 2001 el régimen talibán detiene a 24 misioneros de Shelter Now International, SNI, y los acusa de predicar el cristianismo, delito que se sanciona con la muerte. Entre los detenidos hay 16 afganos, 4 alemanes, 2 australianos y 2 estadounidenses. Ante esta situación Kabul autoriza el ingreso de los diplomáticos de los países de los extranjeros involucrados. Sin embargo, los talibanes advierten que no habrá clemencia para los detenidos. Una vez que los diplomáticos se encuentran en Afganistán, los talibanes no les autorizan reunirse con ellos. Los talibanes no les autorizan a los diplomáticos quedarse más tiempo y tienen que dejar Afganistán sin haber visto a sus ciudadanos. Pero el ministro de Asuntos Exteriores del régimen talibán, Wakil Ahmed Mutawakil, anuncia que se autorizará a la Cruz Roja Internacional, CICR, visitar a los detenidos. Después de casi un mes de detención, el gobierno afgano autoriza que los detenidos reciban a los diplomáticos de sus respectivos países y a sus familiares. Noor Mohamed Saqib, presidente del Tribunal Supremo, anuncia que si en el juicio se demuestra la culpabilidad de los detenidos, estos pueden ser ahorcados. Durante el juicio, las autoridades afganas muestran imágenes y escapularios como muestras del delito. Los diplomáticos y los detenidos ven un proceso muy confuso. Durante los bombardeos aliados en octubre de 2001, el Ministerio Alemán de Asuntos Exteriores, afirmó que los cooperantes cristianos detenidos en Afganistán no están expuestos a los bombardeos. En el mes de noviembre de 2001 son liberados los misioneros extranjeros por los talibanes.
Los talibanes, fuera de Afganistán, reciben un duro golpe financiero ya que Francia y Alemania congelan sus cuentas bancarias abiertas en dichos países.
Abdul Haq, un muyahidin que contaba con el apoyo de los Estados Unidos planeaba un alzamiento conjunto de los principales jefes tribales pero es sorprendido por los talibanes y muere en una emboscada.
Con ayuda de los bombardeos estadounidenses, la Alianza del Norte toma tres distritos cerca de Mazar-i-Sharif. Durante la sorpresiva toma de Kabul por las fuerzas de la Alianza del Norte, los combatientes opositores fusilaban a sus prisioneros talibanes aunque estos estuvieran heridos o clamarán por su vida. La caída de Herat, el último bastión de los talibanes, bajo el poder de la Alianza del Norte, marca el fin del régimen talibán. El general Ismail Khan encabeza en aquel acontecimiento a las fuerzas opositoras.

### Intervención de la OTAN (desde 2001)

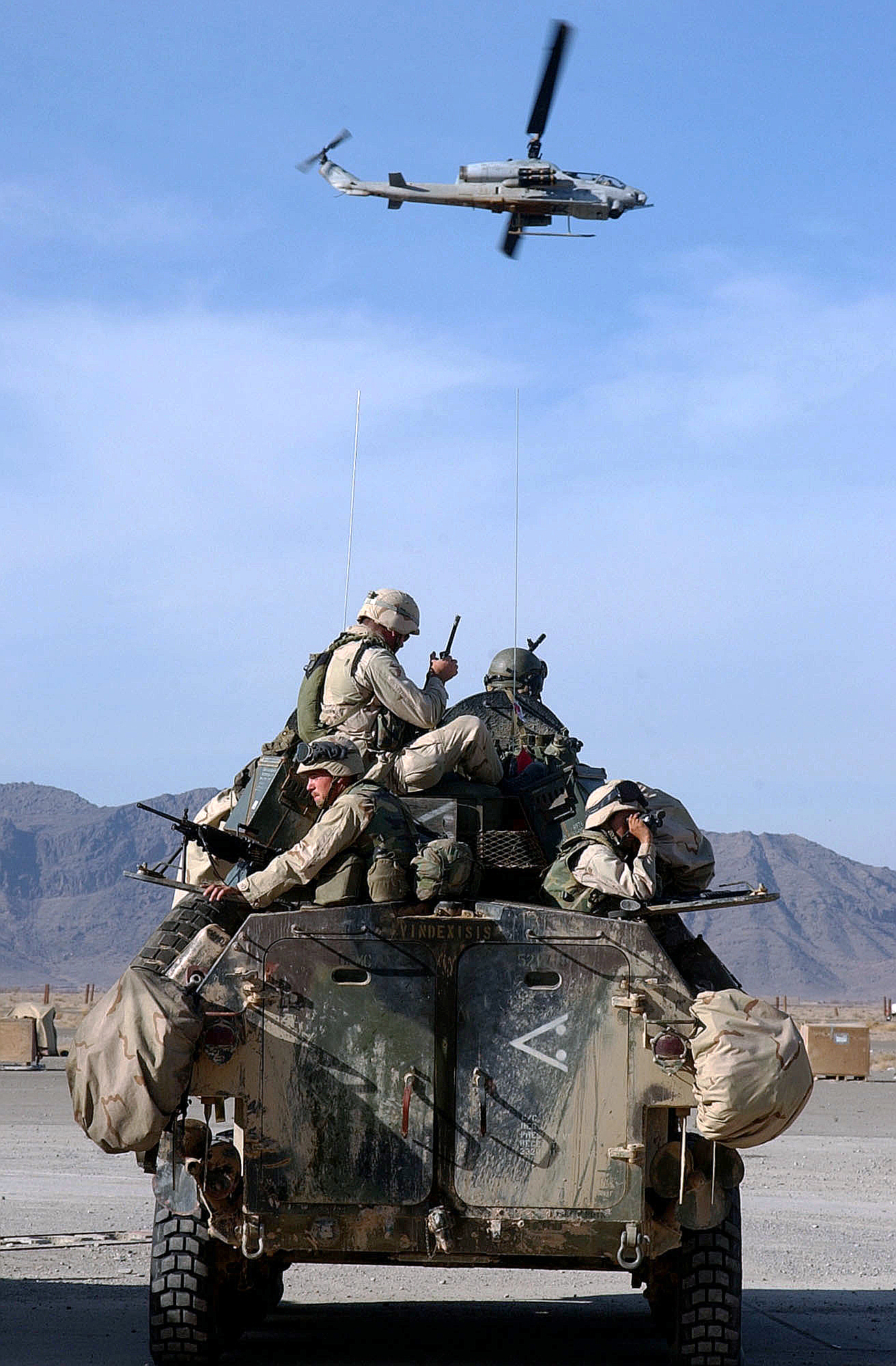
Tropas estadounidenses en Kandahar a finales de 2001

En 2001, Estados Unidos y sus aliados invadieron Afganistán con el objetivo de desmantelar la organización paramilitar internacional Al-Qaeda, responsable de los atentados a las Torres Gemelas. Derrocaron fácilmente a los talibanes, pero estos pasaron a la resistencia en una guerra que continúa en curso.
El primer ministro británico, Tony Blair, se reúne con los principales líderes europeos para coordinar el apoyo militar a Estados Unidos, en su residencia oficial de Downing Street a principios del mes de noviembre de 2001. El primer ministro británico fue un protagonista muy importante para convencer a los demás líderes europeos para participar en Afganistán.
La cadena de televisión italiana RAI ―con la frase «Italia está en guerra»― anuncia que la Casa Blanca ha aceptado la contribución de Italia que consiste en recursos humanos y aviones para la Operación Libertad Duradera.
Pero esta iniciativa de Tony Blair de formar un gabinete de guerra en Londres indigna a varios miembros de la Unión Europea que reclaman que esa propuesta debió de haberse discutido en el seno de la Unión Europea.
Durante los bombardeos aliados sobre Afganistán hay muchas bajas civiles, a pesar de ello, los estrategas occidentales proponen intensificar los ataques ya que consideran que los talibanes siguen manteniendo mucha fuerza. Mientras tanto los civiles huyen de las principales ciudades de Afganistán.
Después de casi una década de guerra en Afganistán, la OTAN sigue enfrentando a una resistencia bastante fuerte que por medio de toda clase de ataques busca aniquilar a sus tropas. Según Wikileaks, hay informes de inteligencia que muestran que Irán, Corea del Norte y Argelia apoyan a la insurgencia afgana.
A principios del mes de octubre de 2012, un atacante suicida en una motocicleta logra detonar una bomba que aniquila a tres miembros del ISAF y a otras once personas, lo que muestra que la resistencia afgana no se ha debilitado.

### El poder y la democracia en Afganistán
La ONU, Estados Unidos y Rusia diseñan un gobierno para Afganistán. El presidente de Pakistán, Pervez Musharraf, advierte que si las facciones étnicas y tribales no actúan inmediatamente para formar un gobierno, Afganistán corre el riesgo de caer en la anarquía, ante la sorpresiva entrada de las tropas de la Alianza del Norte en Kabul, el presidente pakistaní manifiesta su sorpresa al ver que la coalición internacional no tiene un plan para establecer un gobierno multiétnico y pide una fuerza de paz internacional y que se diseñe un proceso de desmilitarización.

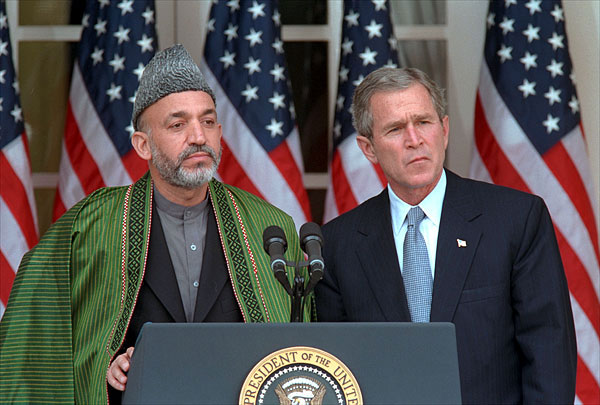
Hamid Karzai y George W. Bush en 2002

Durante su gobierno provisional, Hamid Karzai prometió a los líderes tribales de Afganistán reunidos en Kabul restablecer la seguridad en la región. En su gabinete provisional incluye al uzbeko Abdul Rashid Dostum, que se distingue por cambiar de bando rápidamente.
A finales de 2003, la Comisión Constitucional presenta un borrador de la Constitución donde se prevé un estado islámico y democrático.
Se inaugura entre muchas tensiones la Gran Asamblea Afgana o la Loya Jirga y con el apoyo de los principales señores de la guerra, los miembros del gabinete provisional y el exrey Mohamed Zahir Shah, el presidente provisional Hamid Karzai se mantiene en el cargo. Hamid Karzai, en la presidencia reparte el poder entre las facciones para lograr la estabilidad de Afganistán. Estados Unidos insiste en que debe respetarse el calendario establecido en los Acuerdos de Bonn y que deben efectuarse las elecciones presidenciales en Afganistán en 2004. Hamid Karzai se convierte en el primer presidente elegido democráticamente en Afganistán en las pasadas elecciones del 9 de octubre de 2004.
La puesta en práctica de la democracia no es fácil e implica muchos riesgos para quienes se esfuerzan por llevarla a cabo. En las elecciones legislativas del 2010, los talibanes secuestraron a treinta empleados de la Comisión Electoral.

### Las consecuencias de la prolongación de la guerra multinacional en Afganistán en los gobiernos de Occidente
A finales de 2006 la ministra francesa de Defensa, Michèle Alliot-Marie, declara que las tropas especiales francesas se retiran de Afganistán. La prolongación del conflicto y la crisis financiera convierten a la opción del retiro de las tropas de Afganistán en una promesa de campaña de François Hollande.
George Brown al defender la guerra en Afganistán se gana el rechazo de la opinión pública. The Independent hace un sondeo que revela que más de la mitad de los británicos cree que la guerra no se puede ganar. El récord en bajas de soldados británicos en Afganistán ha bajado el ánimo de la opinión pública. La participación británica en Afganistán ha sido punto de fuertes discusiones entre conservadores y laboristas y se ha convertido en un tema electoral.
En Alemania hasta finales de 2008 el Bundestag brindaba todo su apoyo a la canciller Angela Merkel hasta que surgió el escándalo de la información oculta sobre hechos de guerra que le arrebató sus puestos al jefe del Estado Mayor Alemán, al secretario de Defensa y hasta al ministro alemán de Trabajo, Franz Josef Jung, por lo que la canciller Angela Merkel y su ministro de Defensa, Karl Theodor zu Zuttenberg, son convocados a declarar ante una comisión de investigación parlamentaria sobre la masacre ocurrida en la provincia afgana de Kunduz. El presidente federal de Alemania, Horst Köhler, presenta su dimisión debido a unas declaraciones sobre la guerra de Afganistán hechas para la emisora pública Deutschland Radio. El tema de la guerra de Afganistán provoca división y desgaste en el gobierno de Angela Merkel
La participación de Holanda en Afganistán provocó una crisis política en el gobierno. El debate sobre el futuro de las tropas holandesas en Afganistán, entre democristianos ―que son partidarios de que las tropas neerlandesas permanezcan en la provincia de Uruzgán― y los laboristas ―que pugnan por el retiro inmediato― conducen a una profunda crisis al gobierno de Jan Peter Balkenende.
La muerte de seis paracaidistas italianos en Kabul debido a un atentado talibán provoca una profunda división en el gobierno italiano, donde voces como la de Umberto Bossi, líder de la Liga Norte, exigen el retorno de tres mil militares italianos antes de fin de año.
En España debido a la crisis financiera europea, varias voces de la opinión pública comienzan a cuestionar los costos en vidas humanas y financieros de la participación española en la guerra de Afganistán. La crisis financiera y los ajustes presupuestarios provocan que los recursos para las misiones de paz salgan del fondo de imprevistos. Este tema provocó debates entre Mariano Rajoy y José Luis Rodríguez Zapatero y entre los políticos del PP y el PSOE. Los representantes de la izquierda española han solicitado un calendario de salida de las tropas españolas de Afganistán.
Varios analistas y personas que conocen bien el terreno y las circunstancias de Afganistán comienzan a afirmar que la misión occidental es un fracaso.
Los participantes aliados en Afganistán han tenido diferencias profundas entre sí, tal es el caso de España e Italia, donde los italianos acusaban a los españoles de no contar con su colaboración en los combates.
La participación de tropas italianas en Afganistán, puso al borde del colapso al gobierno de Romano Prodi.
El poder político y militar en Estados Unidos chocaron cuando el jefe de la OTAN, Stanley McChrystal, criticó al presidente Barack Obama y a sus colaboradores en la revista Rolling Stone. Los efectos de la crisis financiera comienzan a influir en el presupuesto gubernamental y el presidente Barack Obama anuncia un recorte del gasto para la guerra.
La ONU, por su parte, detecta y denuncia casos de tortura extrema en las prisiones afganas y deja de entregar prisioneros a las autoridades en el mes de octubre de 2011. Además del escándalo de las torturas, un militar vende un video sobre el ataque a la base de Qalai-i-Naw, lo que manifiesta que dentro de las filas multinacionales no hay un control absoluto. La difusión de ese video viene a aumentar la indignación de la opinión pública mundial sobre el desempeño de las fuerzas occidentales en Afganistán.

### Esfuerzos para la pacificación de la región y primeros pasos para el retiro de las fuerzas multinacionales en 2014
John Chipman, director del Instituto Internacional de Estudios Estratégicos IISS, pronostica que las estrecheces presupuestarias afectarán a las futuras misiones de paz en Afganistán.
El vicepresidente de Estados Unidos, Joe Biden, asegura en Bruselas ante aliados de la OTAN que merece la pena negociar con los talibanes.

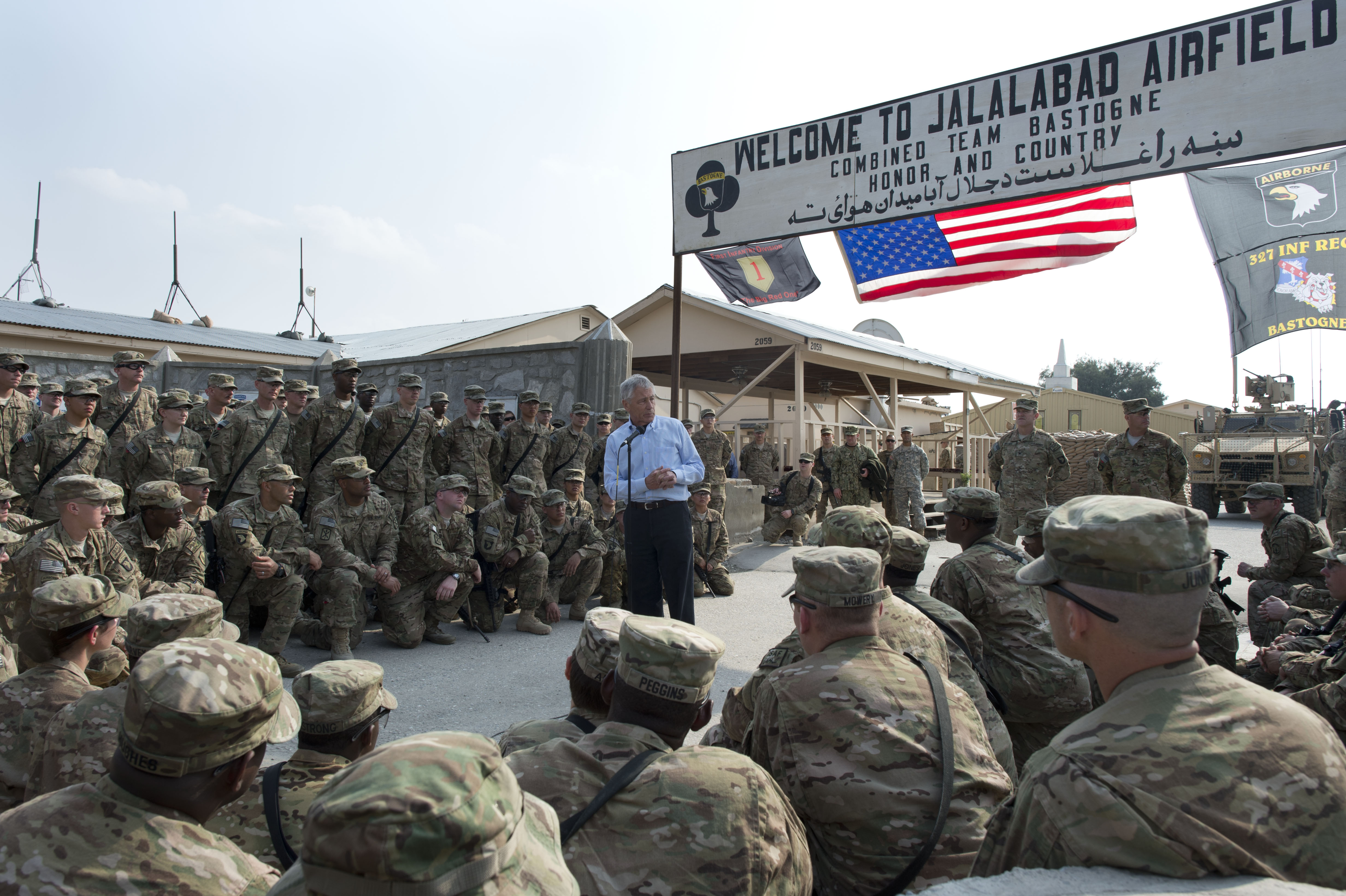
Tropas estadounidenses en Jalalabad en 2013

A principios de 2010 la Comunidad Internacional manifestó su apoyo para que se efectúe una conferencia de paz con los talibanes. El mediador de dichas negociaciones sería el rey de Arabia Saudí, Abdalá bin Abdelaziz. Se planea constituir un fondo internacional para convencer a los talibanes de base, de dejar las armas a cambio de empleo y tierras. El general Stanley McChrystal, jefe de las Fuerzas de Asistencia a la Seguridad, ISAF; el primer ministro británico Gordon Brown y el presidente afgano Hamid Karzai ofrecen abrir canales de negociación con los rebeldes afganos.
La Comunidad Internacional constituirá un fondo de 350 millones de euros en cinco años para financiar los planes del presidente Hamid Karzai para reintegrar a la sociedad afgana a todos los talibanes que opten por dejar las armas y no pertenezcan a una organización terrorista. Los rebeldes afganos manifiestan su escepticismo sobre la conferencia de Afganistán efectuada en Londres y manifiestan que la única solución es el retiro de las tropas internacionales.
Hamid Karzai crea una comisión encabezada por su ministro de justicia, Mohamad Sarwar Danish, para revisar las condenas de los talibanes que permanecen en las prisiones.
Después de meses de conversaciones secretas los talibanes anuncian ―a principios de 2012― la apertura de su oficina política en Catar, lo que es una muestra de su disposición a dialogar con la comunidad internacional.
La OTAN busca reducir el número de soldados en Afganistán durante 2013 y el retiro total de sus tropas en 2014. Dicho plan inicia en la provincia de Bamiyan el mes de julio de 2011. En 2012 las tropas de la OTAN se integrarán en batallones dentro del Ejército Nacional de Afganistán con el objeto de que el país adquiera su soberanía total en el año 2014.
Varias potencias aliadas de Europa han tomado la decisión de retirarse antes del 2014. Por ejemplo, el presidente François Hollande ha decidido retirar todas las tropas francesas a finales de 2012. La primera ministra Julia Gillard siguiendo la tendencia de evacuar Afganistán lo más pronto posible, informó que las tropas australianas se retirarían en 2013. El retiro inmediato de las tropas francesas de Afganistán fue una promesa electoral de François Hollande que pudo haber provocado un retiro desordenado de las tropas extranjeras. Para evitar esto la OTAN estableció un plan donde Francia podrá retirar sus tropas en el tiempo establecido pero se compromete a mantener elementos para adiestrar al Ejército de Afganistán
Con miras al retiro de las fuerzas internacionales de Afganistán en 2014 Estados Unidos y sus aliados han hecho lo siguiente: La salida escalonada de las tropas estadounidenses anunciada por Barack Obama; La secretaria de Estado Hillary Clinton manifestó ser partidaria del diálogo con el clan Haqqani e incluso se negó a calificarlo como grupo terrorista y admite que Estados Unidos ha tenido contactos con ellos; El presidente estadounidense Barack Obama firmó con el presidente afgano Hamid Karzai un acuerdo de cooperación estratégica que durará diez años después del retiro de las tropas extranjeras; por su parte, el Ejército estadounidense lleva años liberando en secreto prisioneros del centro de detención de Parwan con el objeto de obtener calma en las zonas más conflictivas; El Departamento de Estado, por medio de su enviado Marc Grossman ha buscado canales oficiales y extraoficiales para dialogar con los talibanes; también en el mes de julio de 2012, el gobierno de Estados Unidos le concedió a Kabul el estatus de aliado preferente y en una convención en Tokio, los países aliados le otorgaron 13 mil millones de dólares a Afganistán con la condición de que siga el combate contra la corrupción, se mejore el sistema judicial y los derechos de las mujeres. El presidente afgano Hamid Karzai, por su lado, también ha buscado el diálogo con los talibanes y le solicitó a Pakistán su apoyo para conseguir abrir un canal de comunicación con estos insurgentes.
El ministro de defensa español, Pedro Morenés, afirma en julio de 2012 que la retirada de las tropas españolas puede ser apresurada y antes de lo previsto.
Los gobiernos de Afganistán y Estados Unidos firman un pacto de cooperación estratégica con la finalidad de no permitir que los talibanes vuelvan al poder después del retiro de las tropas de los Estados Unidos en el año 2014. Otro acuerdo sobresaliente es que Estados Unidos se compromete a no utilizar a Afganistán como plataforma para atacar a terceros países.

### Narcotráfico y consumo de drogas en Afganistán
Las luchas que se dieron en 1992 entre los grupos guerrilleros muyahidin en Kabul tuvieron más que ver con el control del comercio multimillonario del opio en Afganistán. Un miembro del gobierno derrocado de Najibula, revela que el líder de Hezbi Islami, Gulbudin Hekmatiar, está involucrado con el narcotráfico. Esto también es afirmado por diplomáticos y fincionarios de la India.
A pesar de la guerra y las prohibiciones del gobierno afgano y de la comunidad internacional, el opio representa la mitad del PIB de Afganistán, según la ONU.
El Consejo de Senlis alerta que las políticas de erradicación de la droga impuestas por la comunidad internacional causan descontento en la población local.
Un informe elaborado por la Oficina de Naciones Unidas contra las Drogas y el Crimen Organizado UNODC, informa que más de un millón de afganos son adictos a las drogas.
La presencia de un hongo que destruye las cosechas de amapola desde el 2005 hace pensar a quienes la cultivan, que las fuerzas multinacionales son las que lo están provocando. Sin embargo, según la ONU, los talibanes se benefician con la baja producción de opio.

### La corrupción en Afganistán
La policía afgana rescata a 85 niños que iban a ser prostituidos en Pakistán. La UNICEF alerta sobre el robo de infantes en la región.
Un informe del Congreso de Estados Unidos revela que millones de dólares del Pentágono son destinados en Afganistán para el pago de chantajes y sobornos.
La cadena de televisión Tolo TV exhibe las cuentas bancarias del ministro de finanzas, Omar Zakhilwal, descubriendo públicamente que este recibe enormes cantidades de dinero de «hombres de negocios afganos».

### La intervención extranjera y las riquezas naturales de Afganistán
A mediados de 2010, Estados Unidos informa el descubrimiento de enormes yacimientos minerales y el gobierno de Kabul reconoce que este hallazgo puede cambiar la dinámica de la guerra.

### Talibanes
Hasta la conclusión del proceso de transición", subrayan, "la seguridad de la ciudad de Kabul corre a cargo de la otra parte, que debe mantenerla". Los radicales enfatizan en su comunicado que "dado que la capital está densamente poblada, los muyahidín del Emirato Islámico no tienen intención de entrar en la ciudad por la fuerza o con guerra, sino hacerlo pacíficamente a través de una negociación en curso, para asegurarse de que un proceso transitorio se completa de forma segura, sin comprometer vidas, propiedad o el honor de nadie, y sin poner en riesgo las vidas de los kabulíes"

### La caída de Kabul

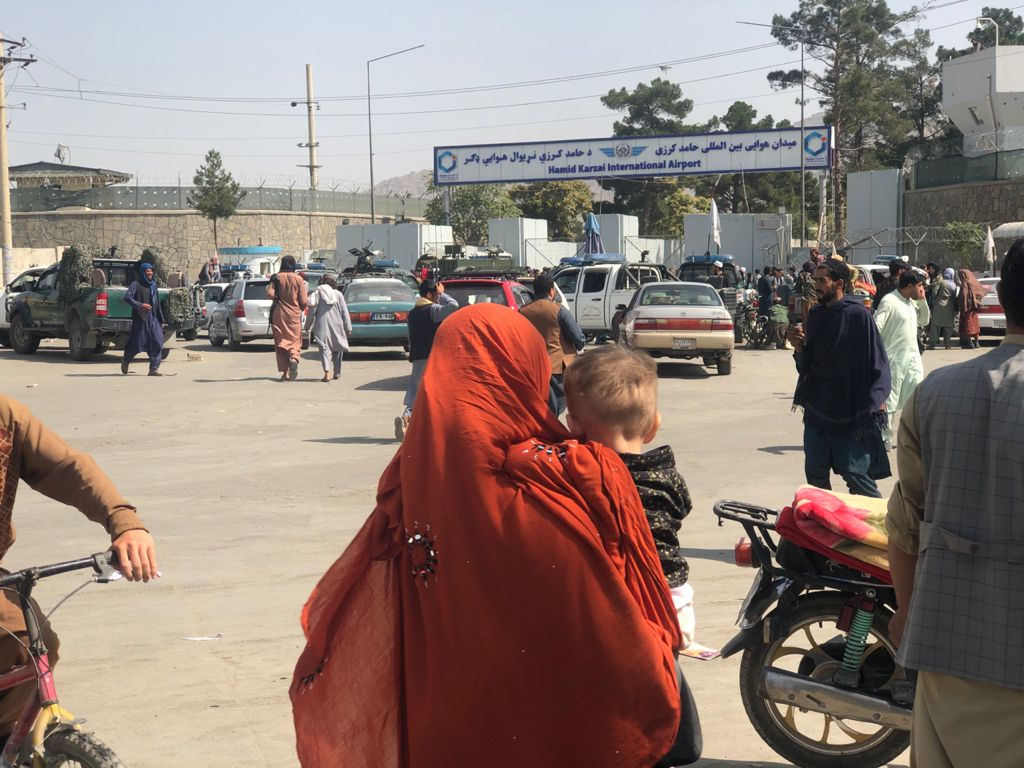
Personas en 2021 frente al aeropuerto de Kabul intentando huir del país

En el marco de la ofensiva talibán de 2021, la ciudad de Kabul cae en manos de los talibanes, tras la retirada de las tropas estadounidenses ese mismo año. El gobierno afgano entrega el poder pacíficamente y el presidente Ashraf Ghani, así como altos oficiales de su gobierno y el personal de las embajadas de varios países occidentales, abandonaron el país.
Los talibanes establecieron un toque de queda en la capital. Varios países reconocen al gobierno talibán y en los días subsiguientes se producen disturbios en varias ciudades afganas. En los valles de la provincia de Panshir, se ha estado organizando un movimiento de resistencia armada contra los talibanes, dirigido por Ahmad Masud, hijo de Ahmad Shah Masud, y apoyado por el vicepresidente afgano Amrullah Saleh.